# Biserica de lemn din Dumbrăvani

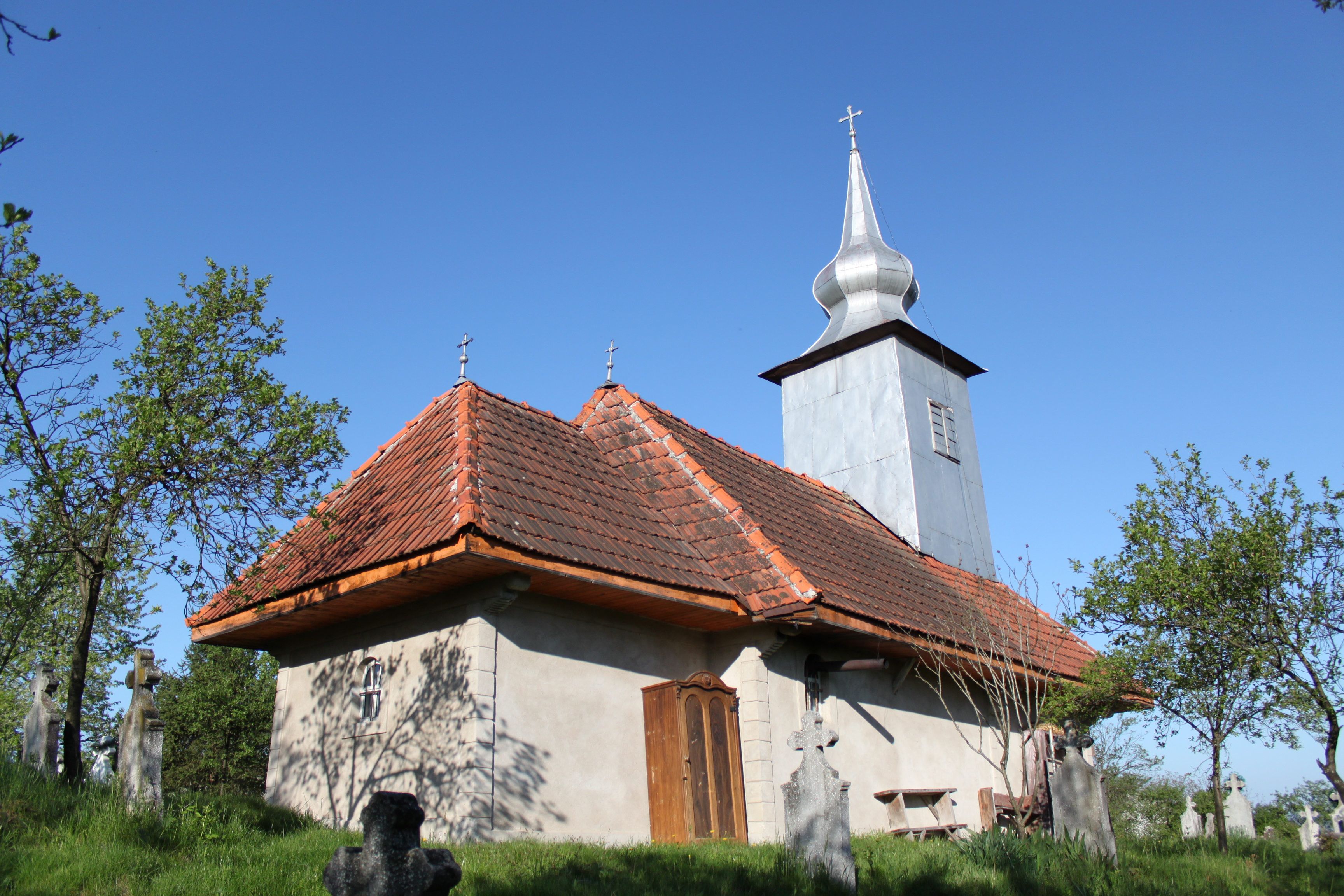
Biserica de lemn din Dumbrăvani, judeţul Bihor

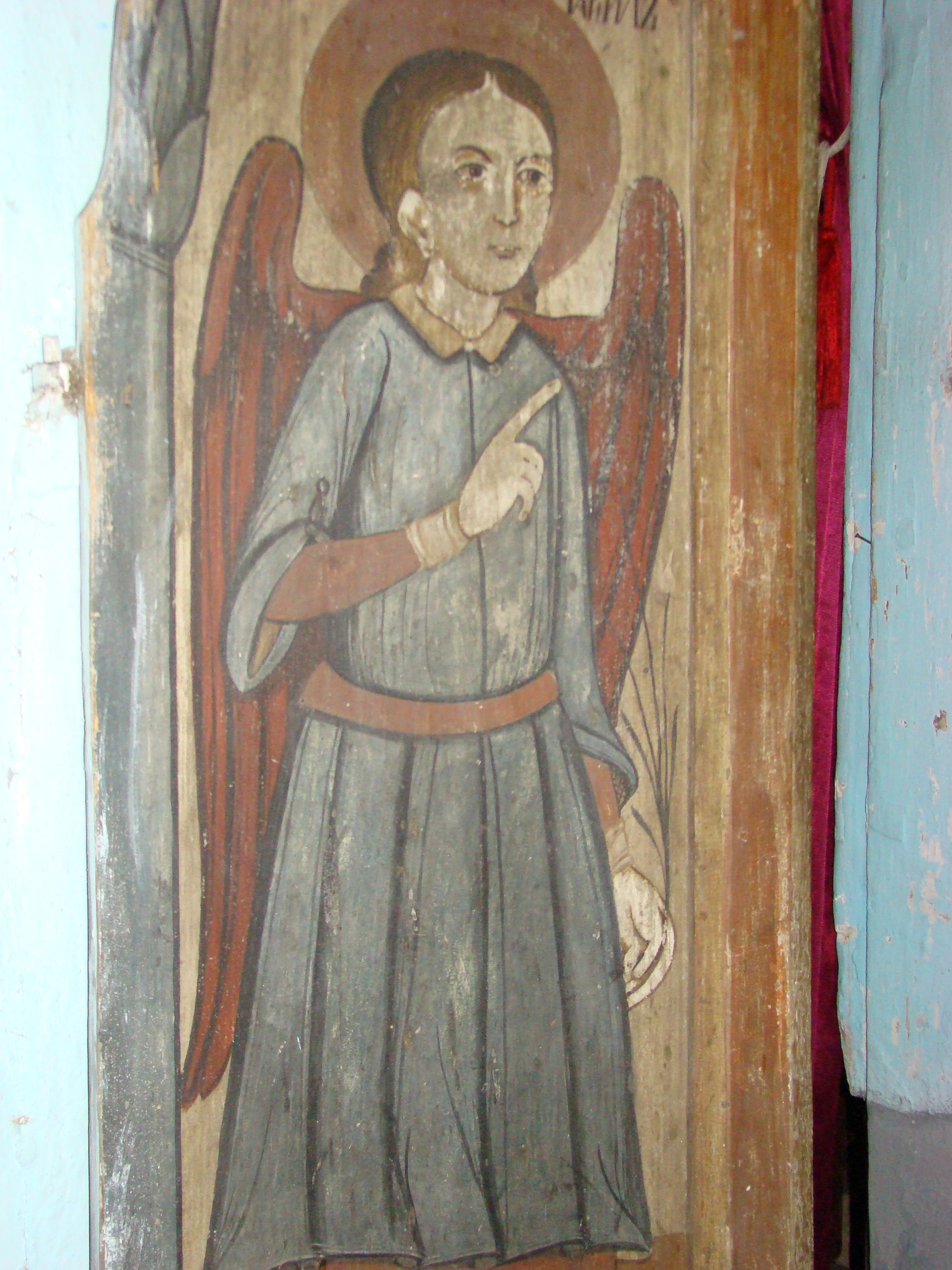
'Uşile împărăteşti

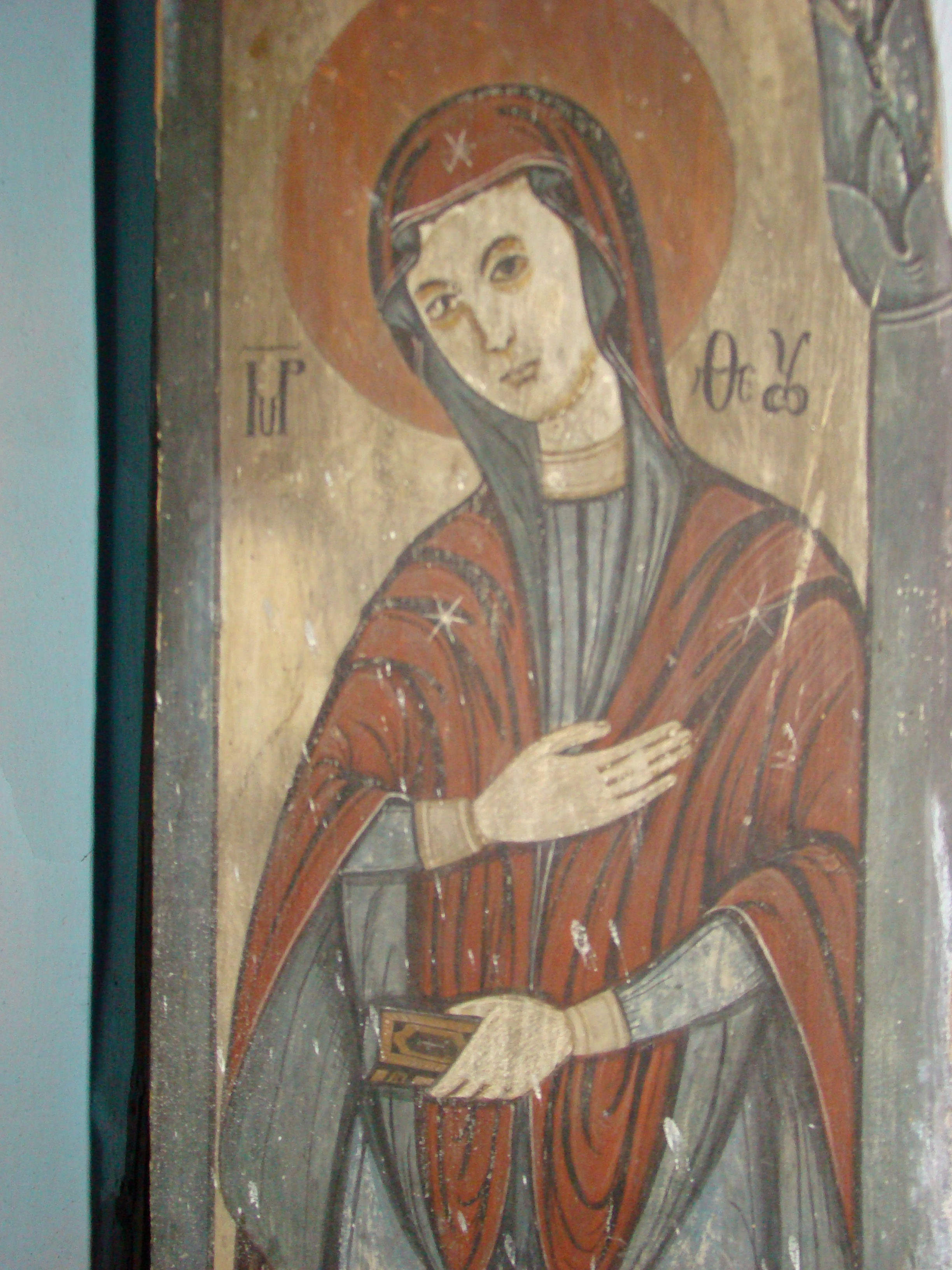

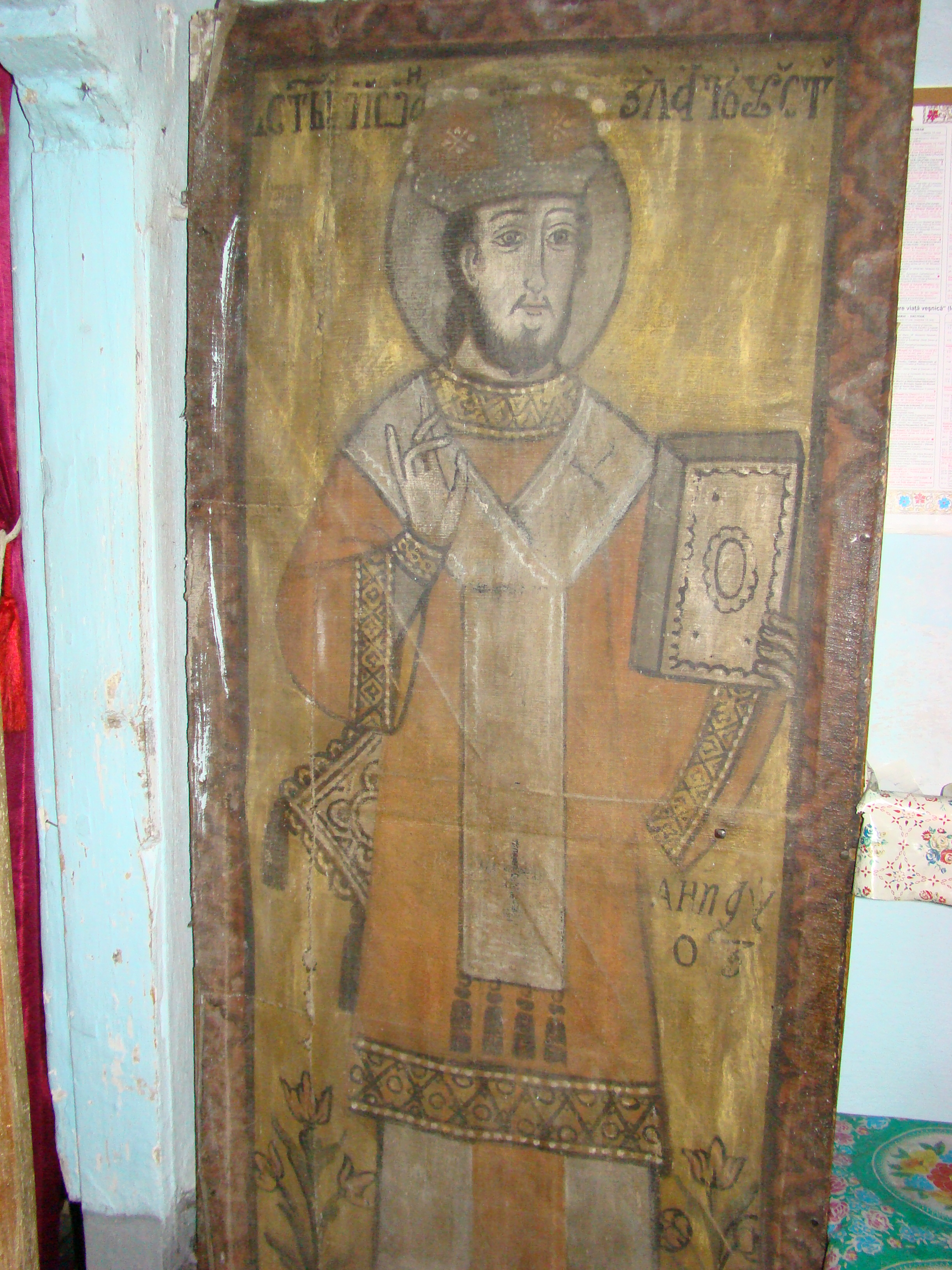
'Uşile diaconeşti

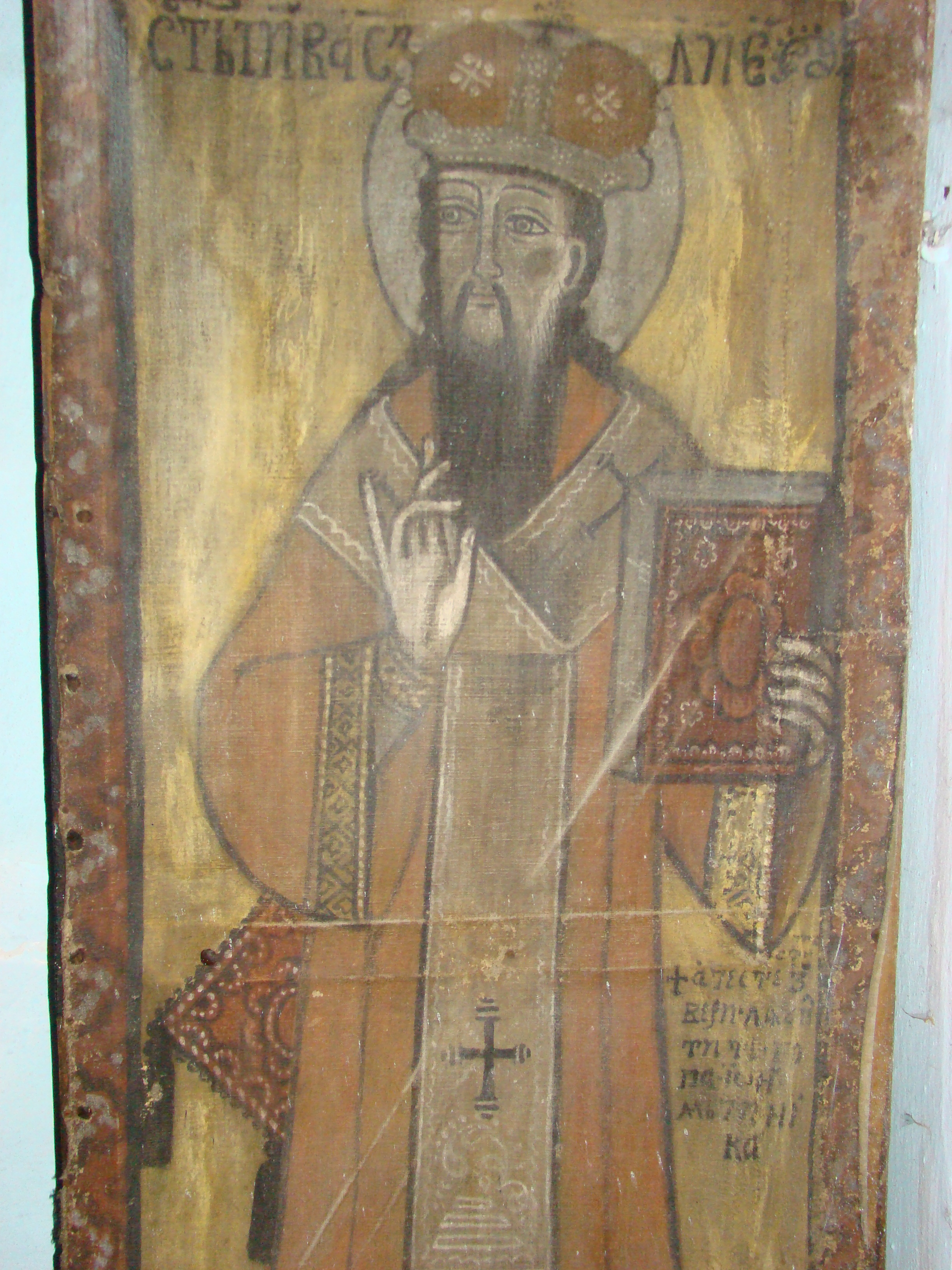

Biserica de lemn din Dumbrăvani, comuna Buntești, județul Bihor, datează din secolul al XVIII-lea (1777). Are hramul „Schimbarea la Față”. Biserica se află pe noua listă a monumentelor istorice sub codul LMI:  BH-II-m-B-01143.

## Istoric și trăsături
Biserica de lemn „Schimbarea la Față" din Dumbrăvani a fost construită către sfârșitul secolului al XVIII-lea.
Ultima renovare din 1935 a modificat turnul, acoperișul a fost învelit cu țiglă și pereții tencuiți în interior și exterior.
Naosul și altarul au bolți semicilindrice, scândurile fiind îmbinate la capete, întocmai ca la bârnele pereților, în sistemul „coadă de rândunică".
O mare parte din lucrarea lui David Zugravul a fost acoperită în 1935. Bine conservată este pictura pe pânză a celor două uși diaconești cu inscripția din care rezultă anul 1777. Clopotul a fost turnat la Timișoara în anul 1867.

## Imagini din exterior

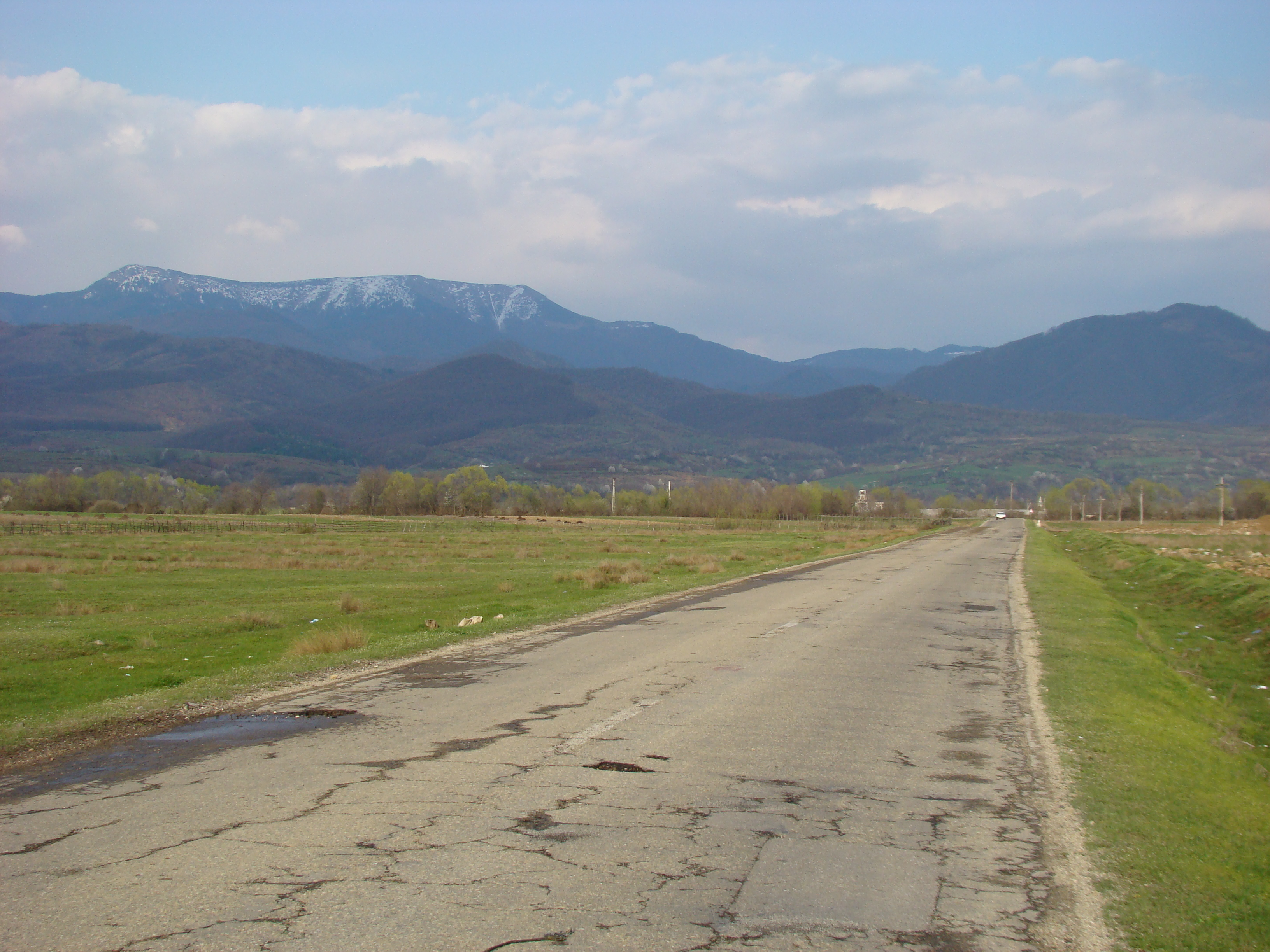
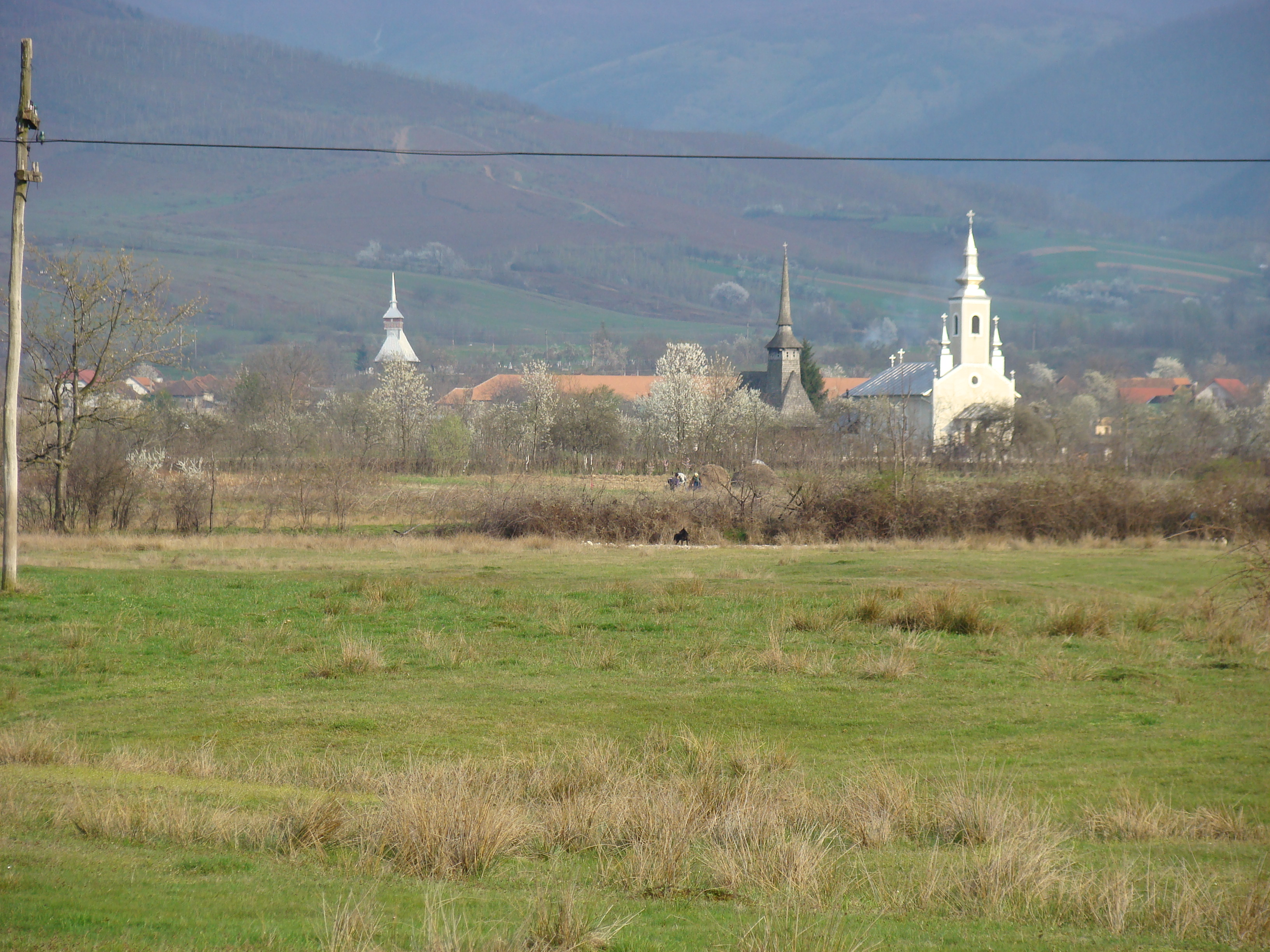
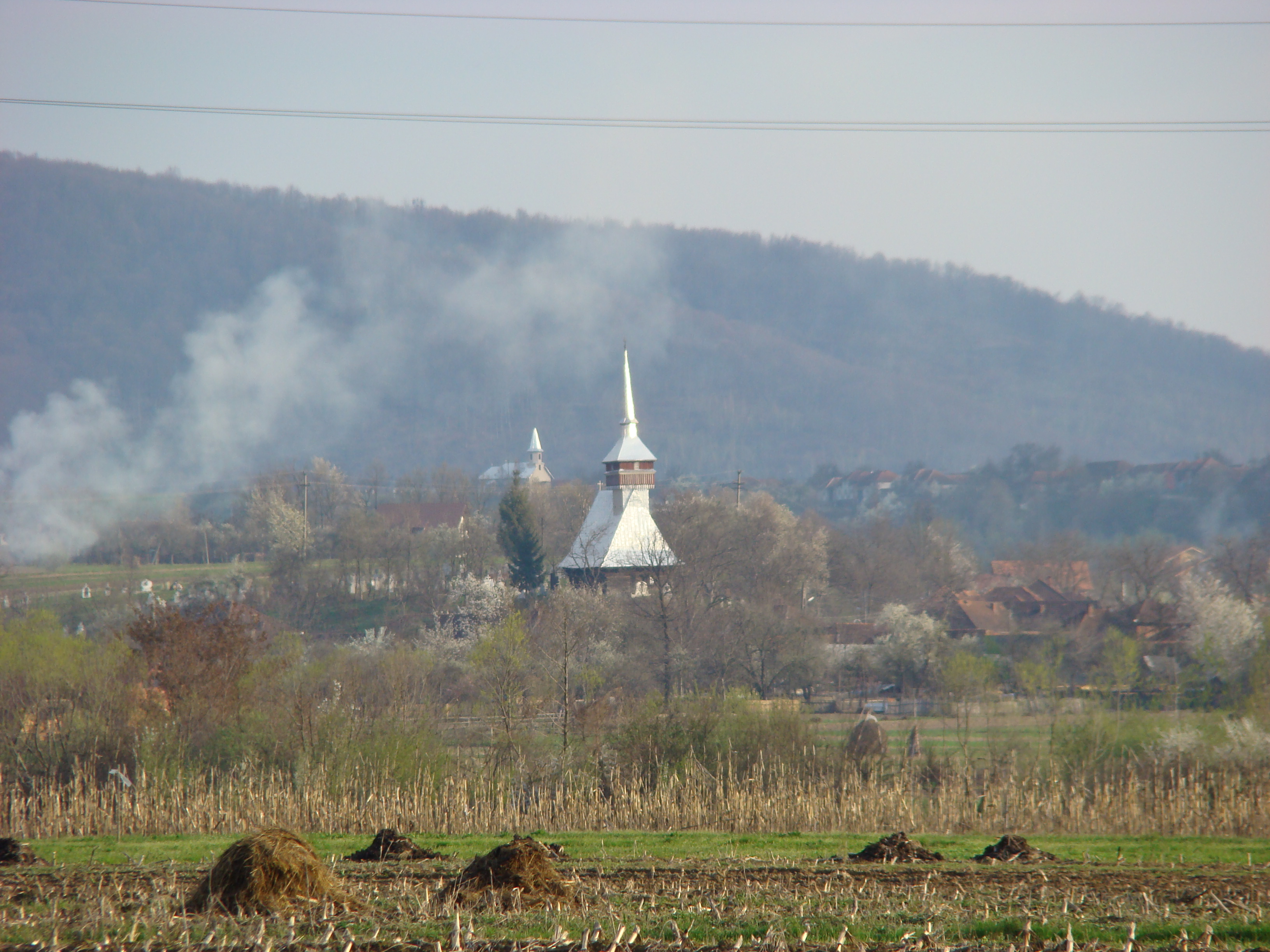
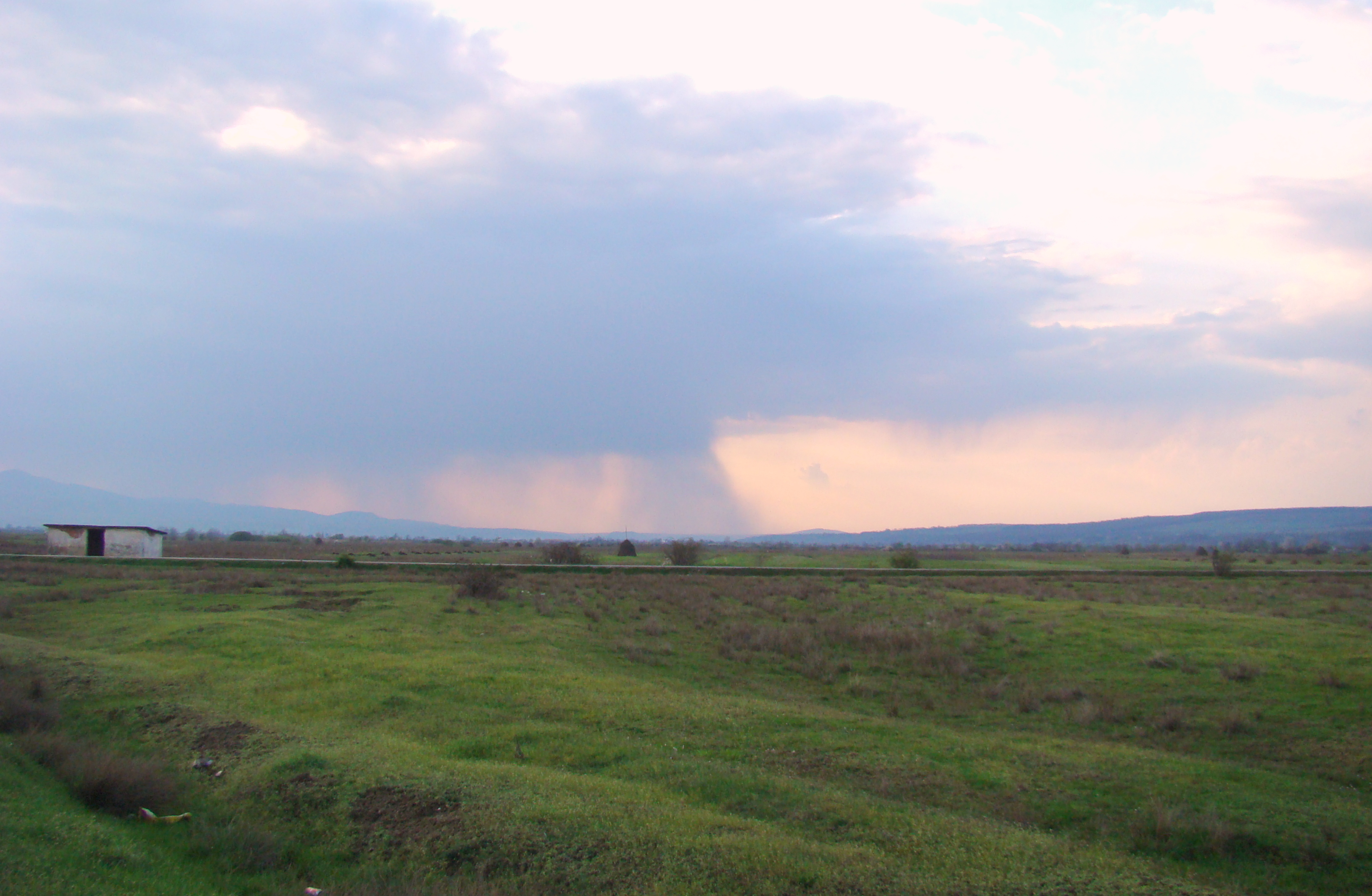
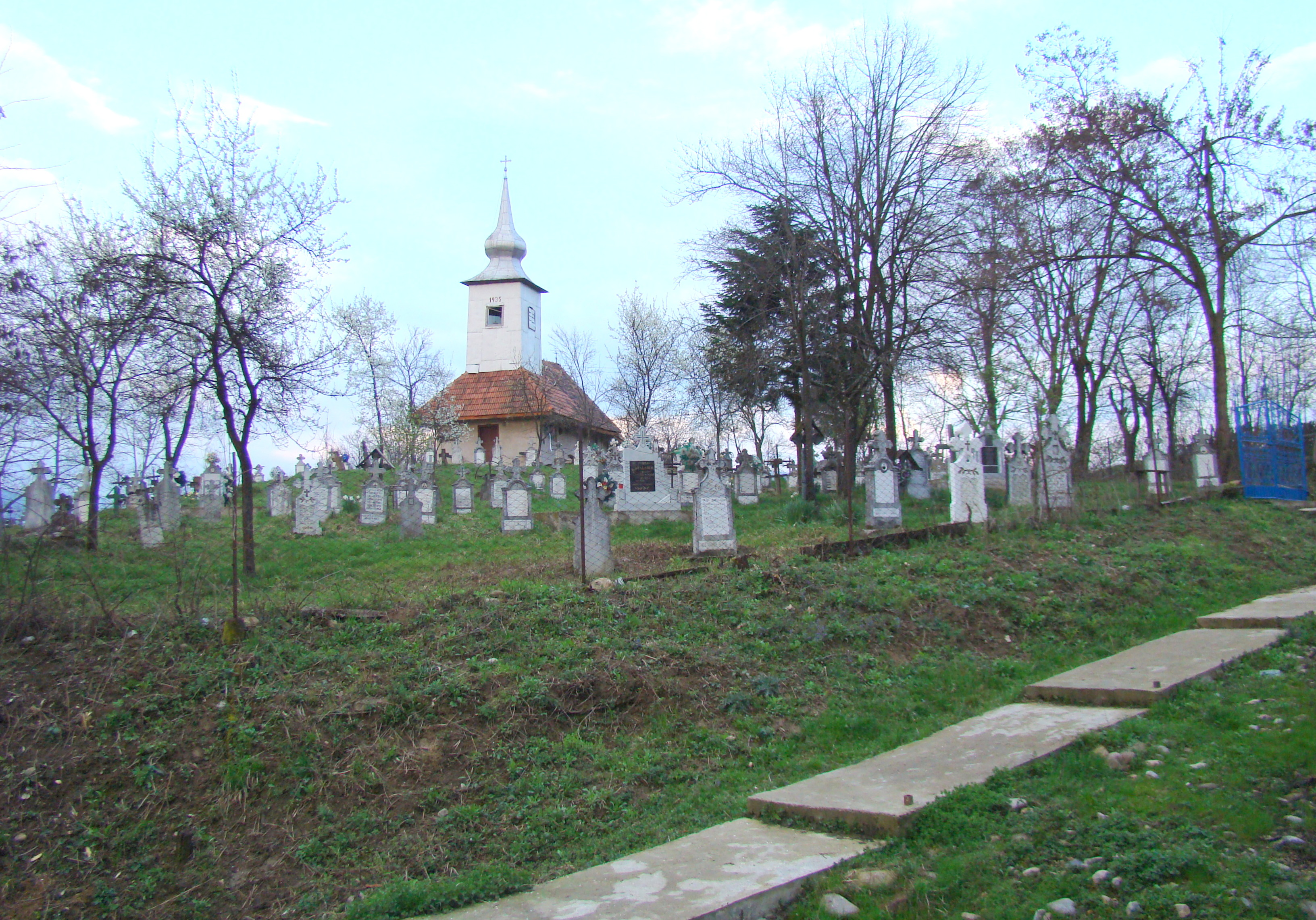
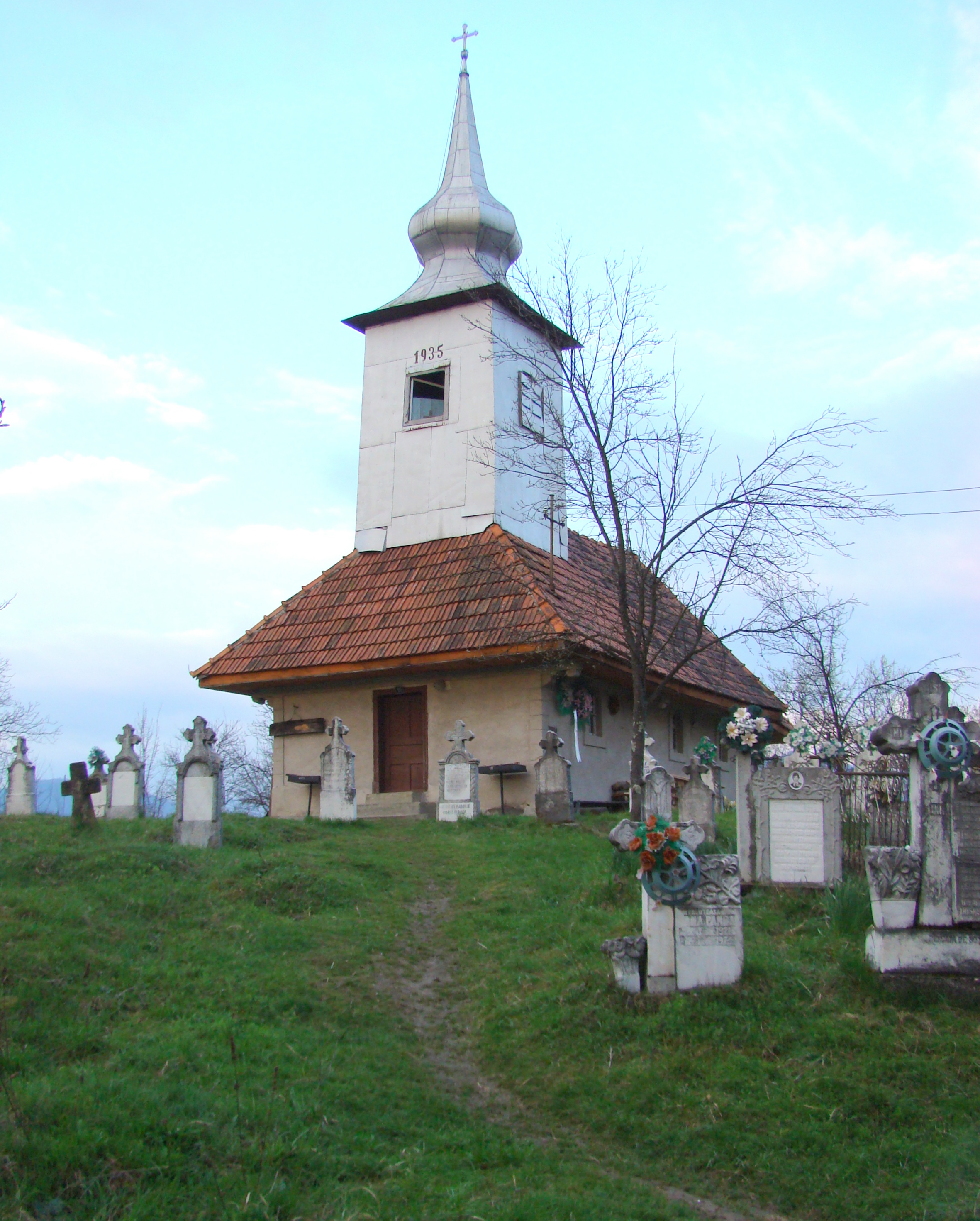
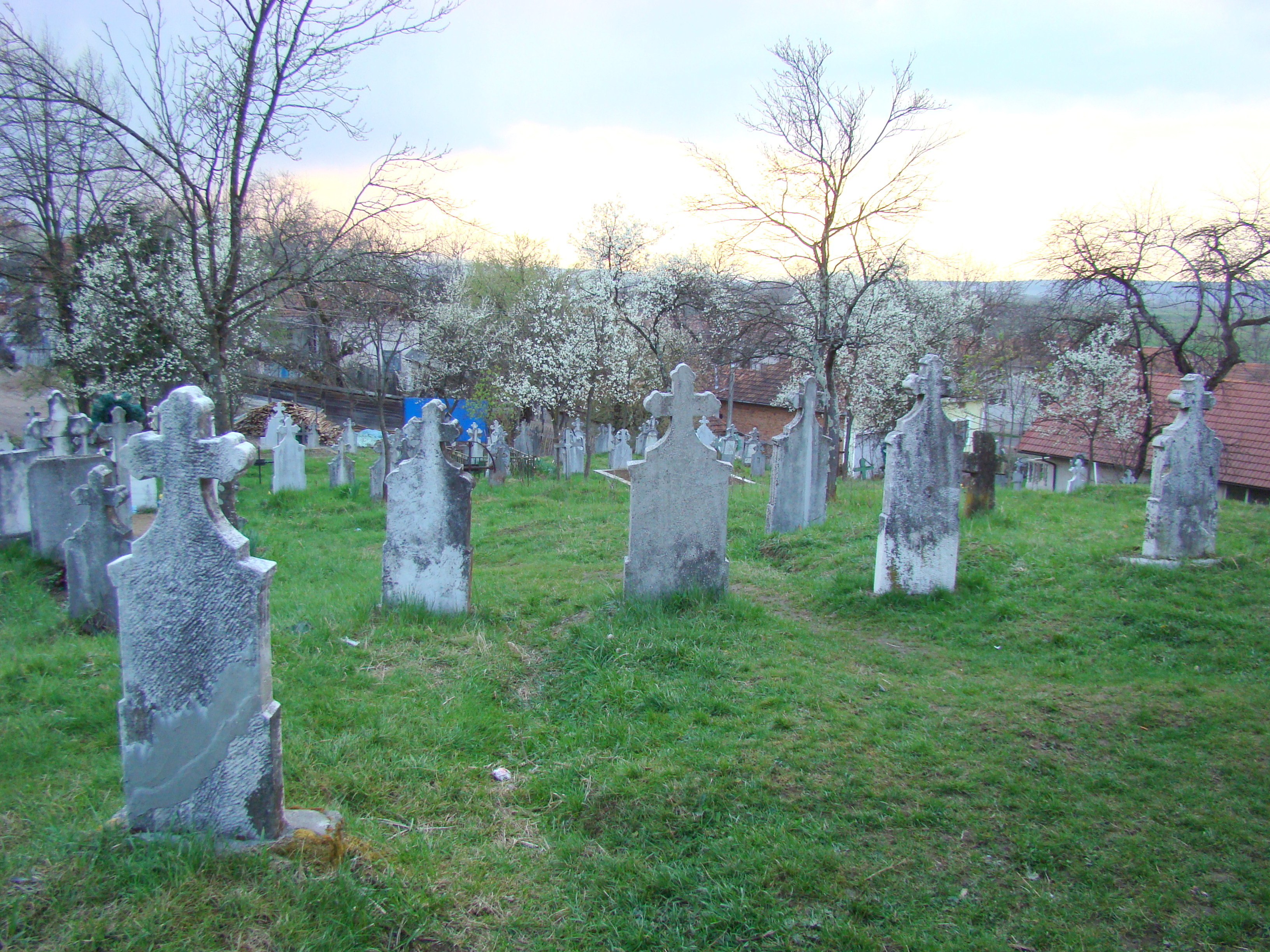
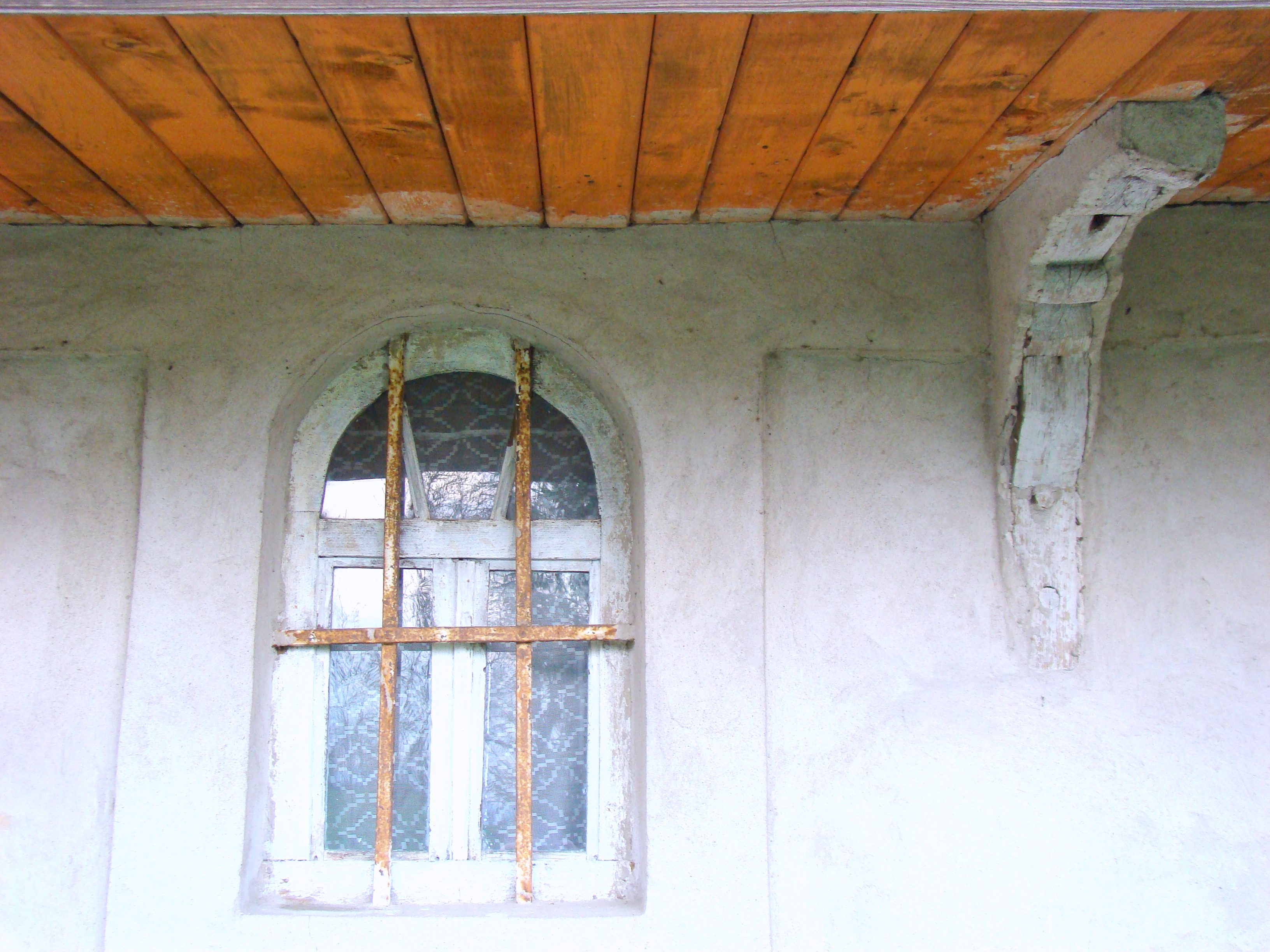
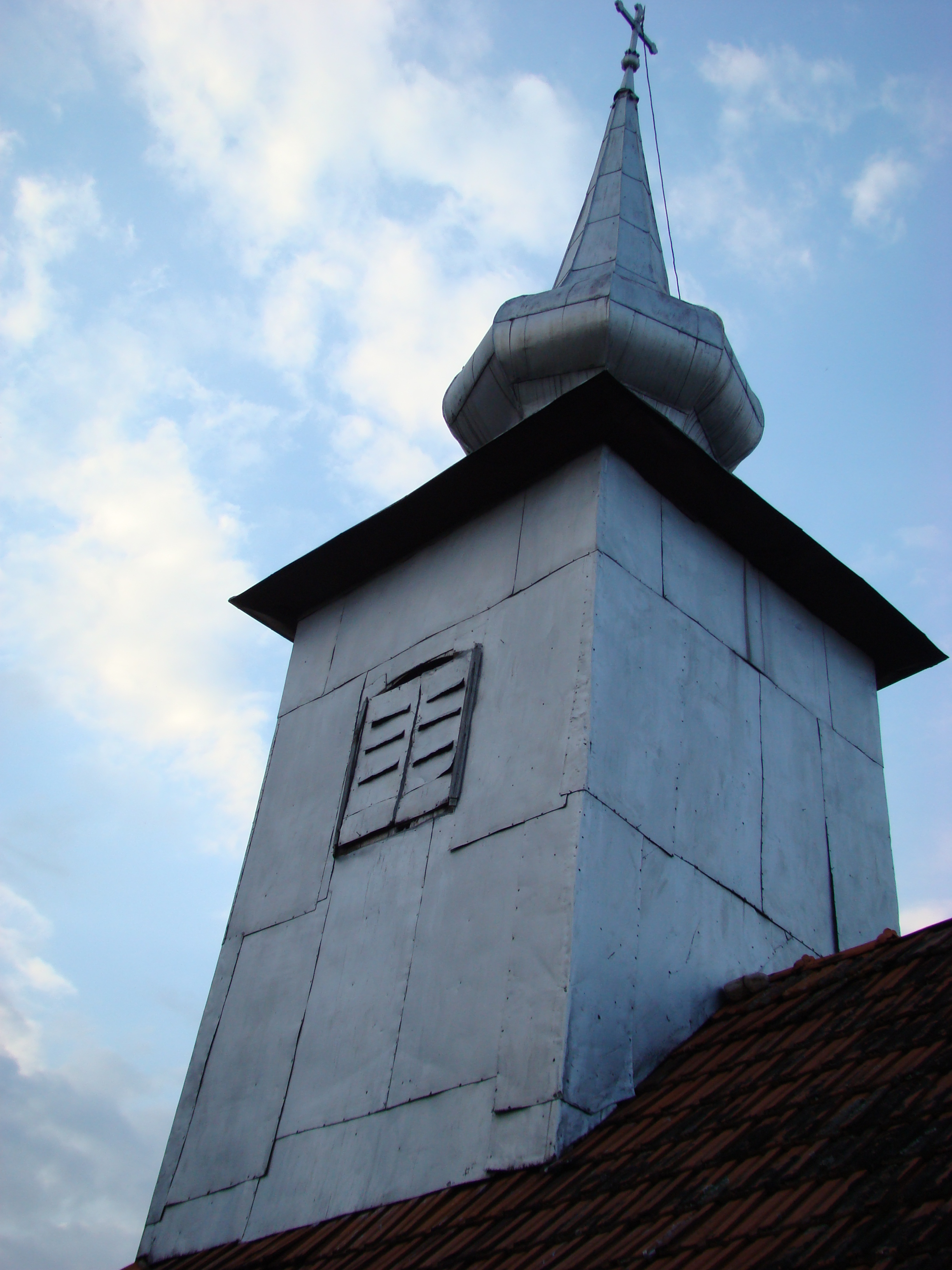
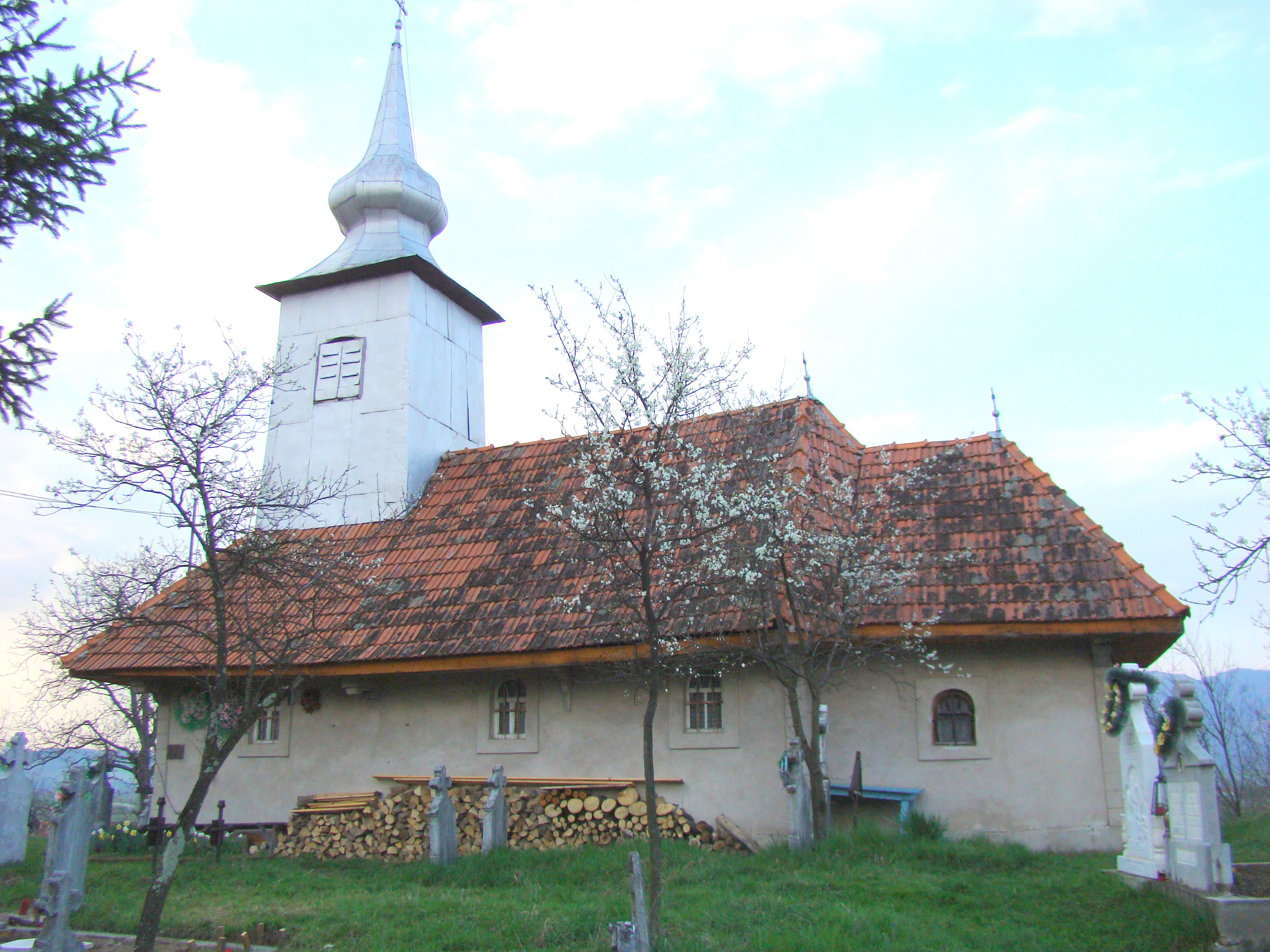
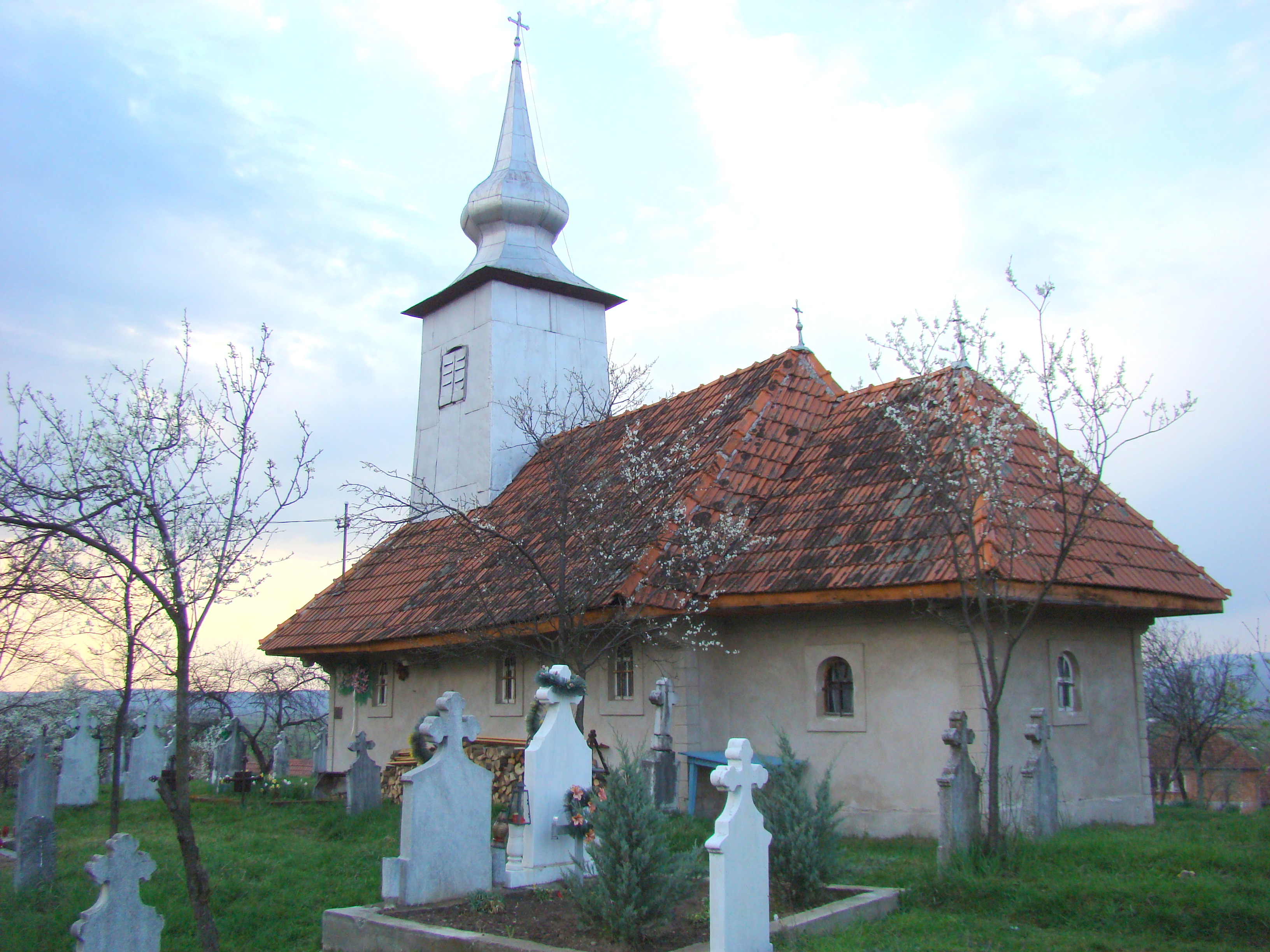
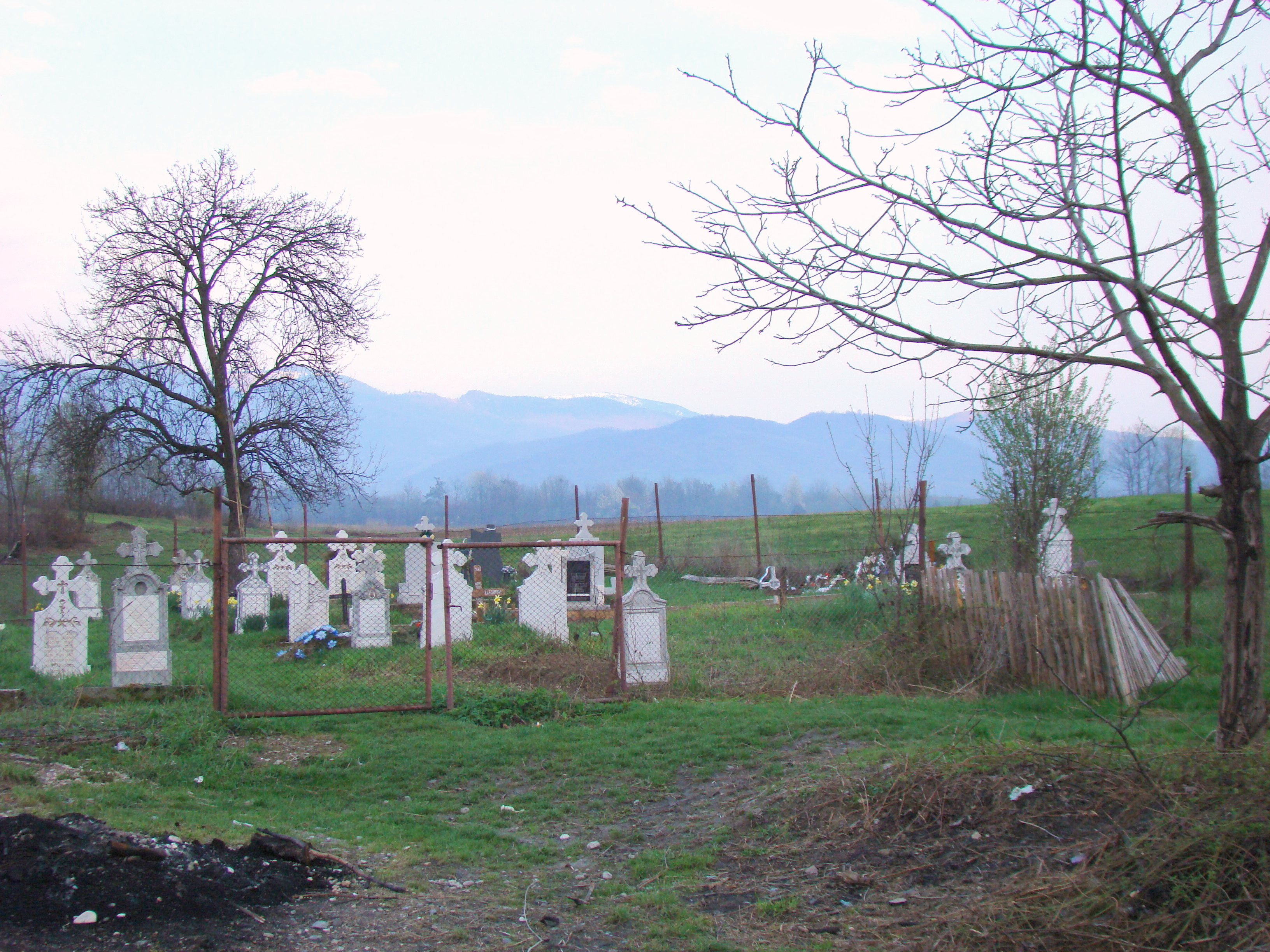
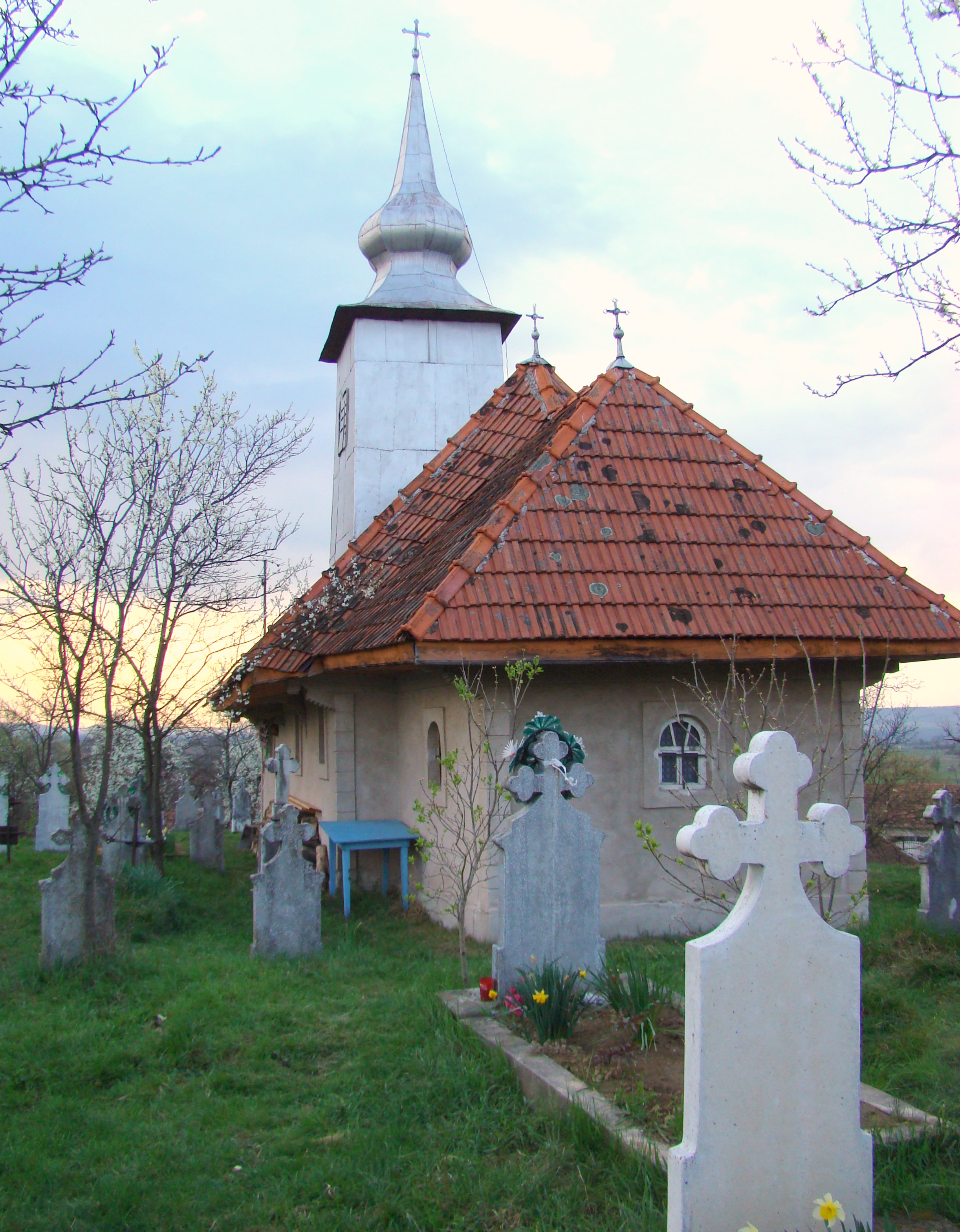
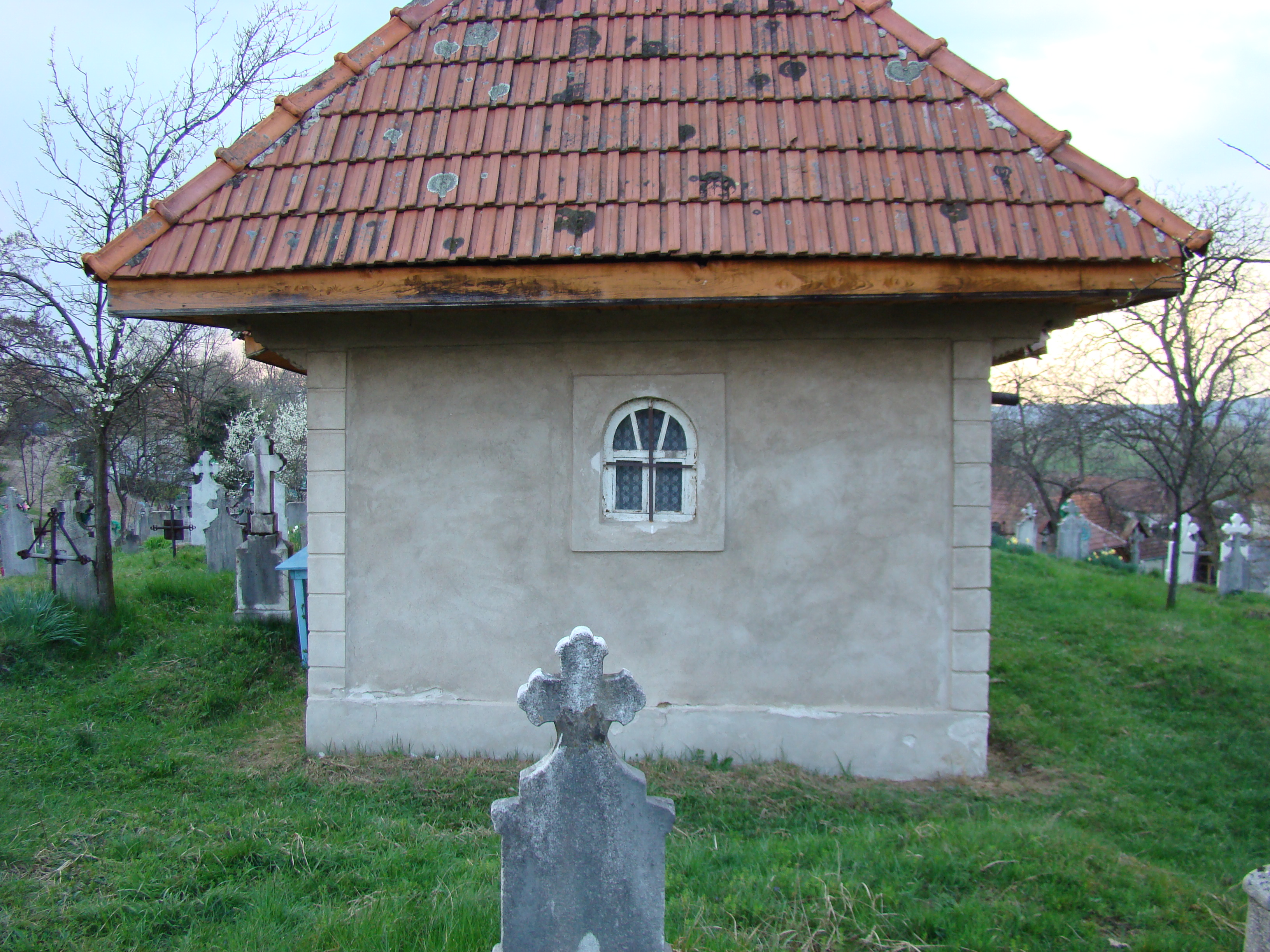
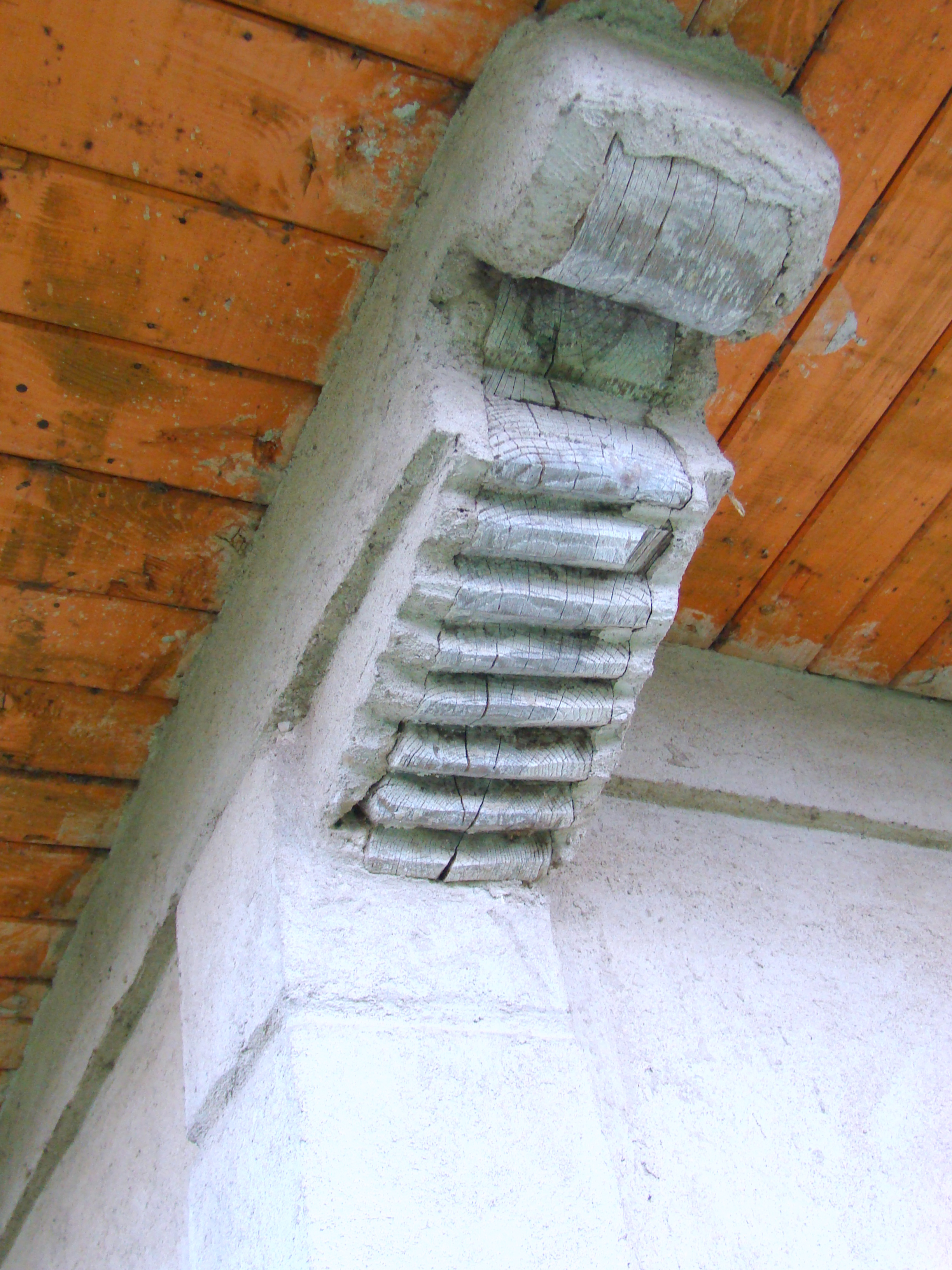
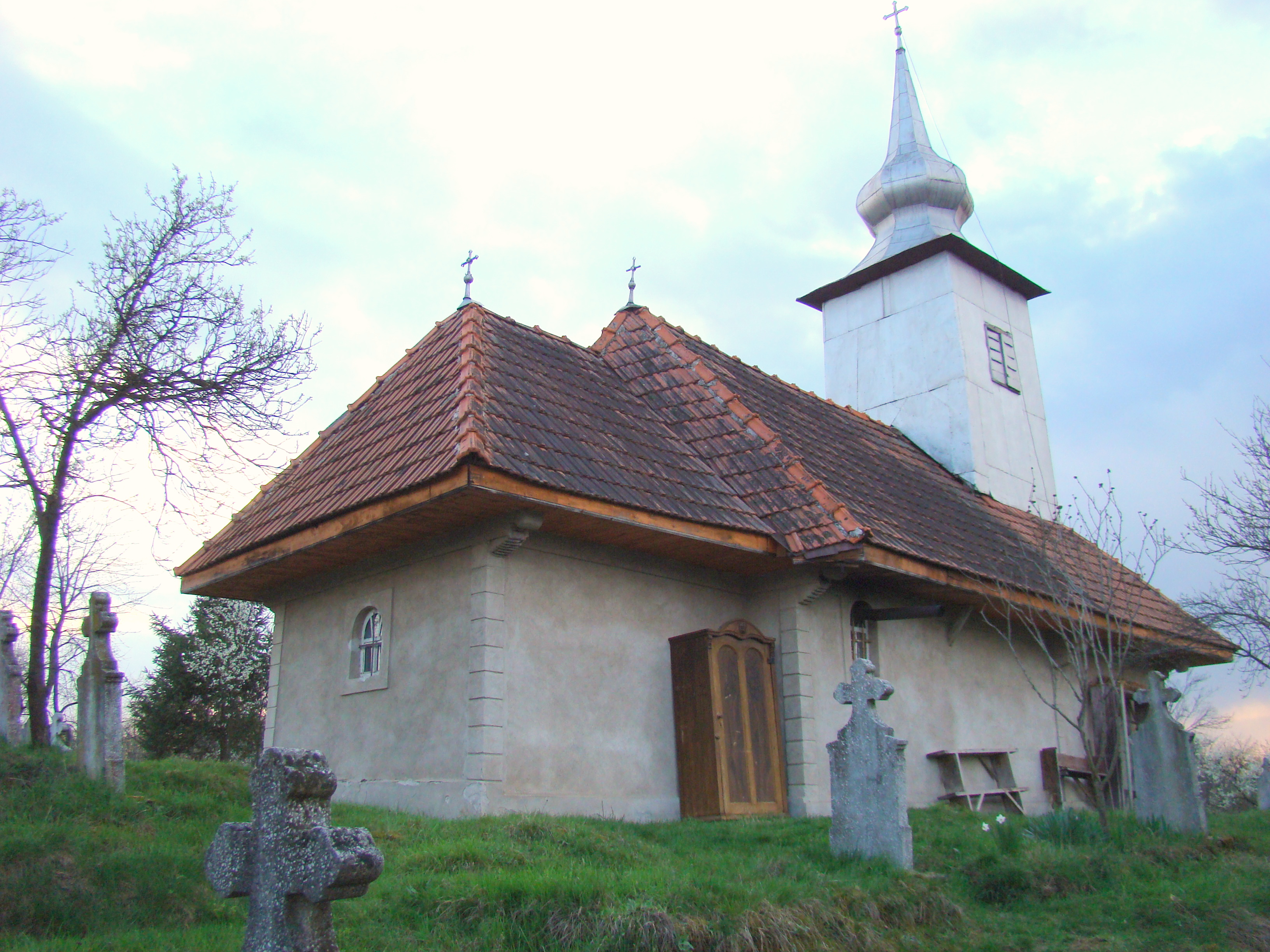
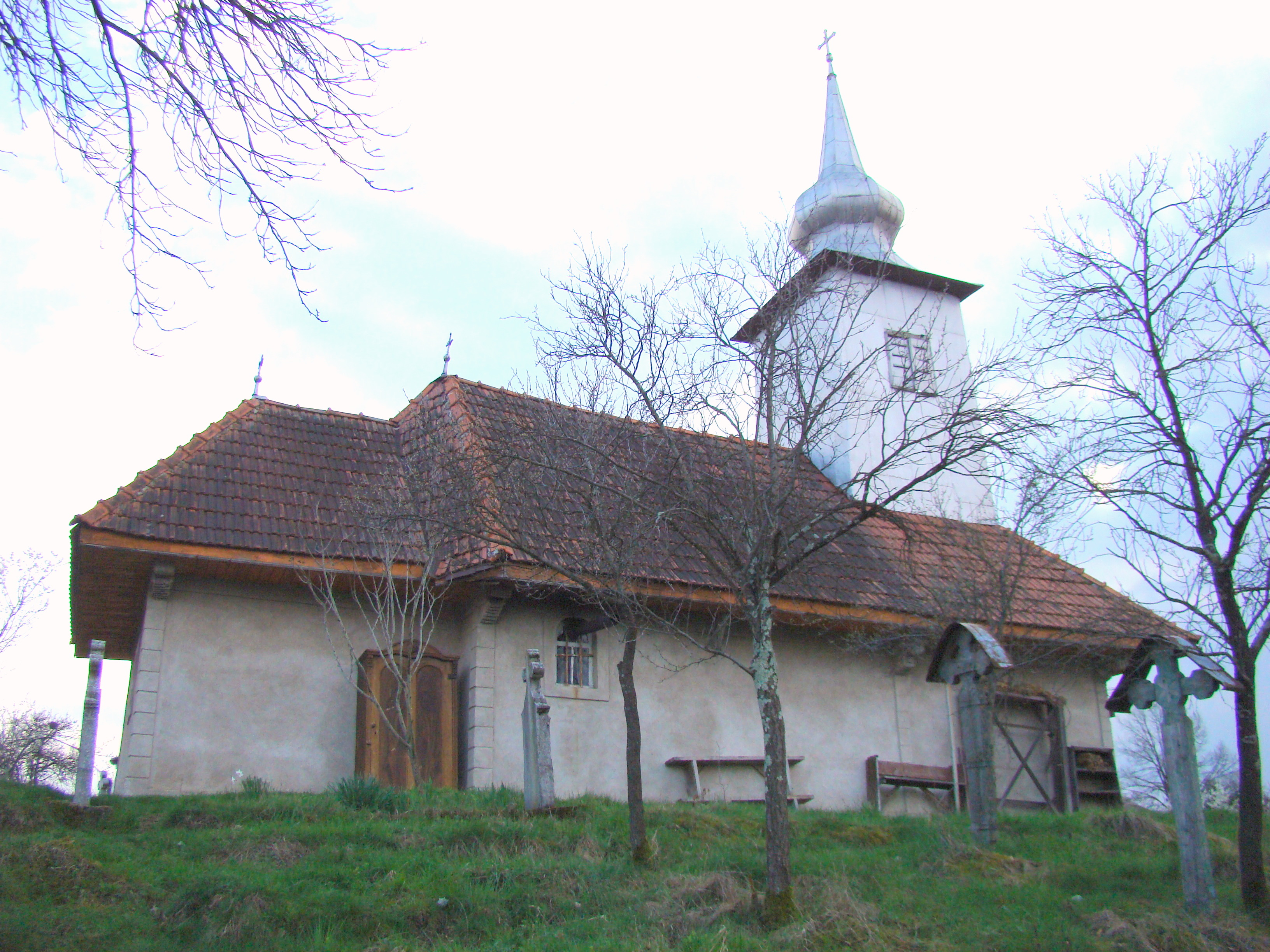
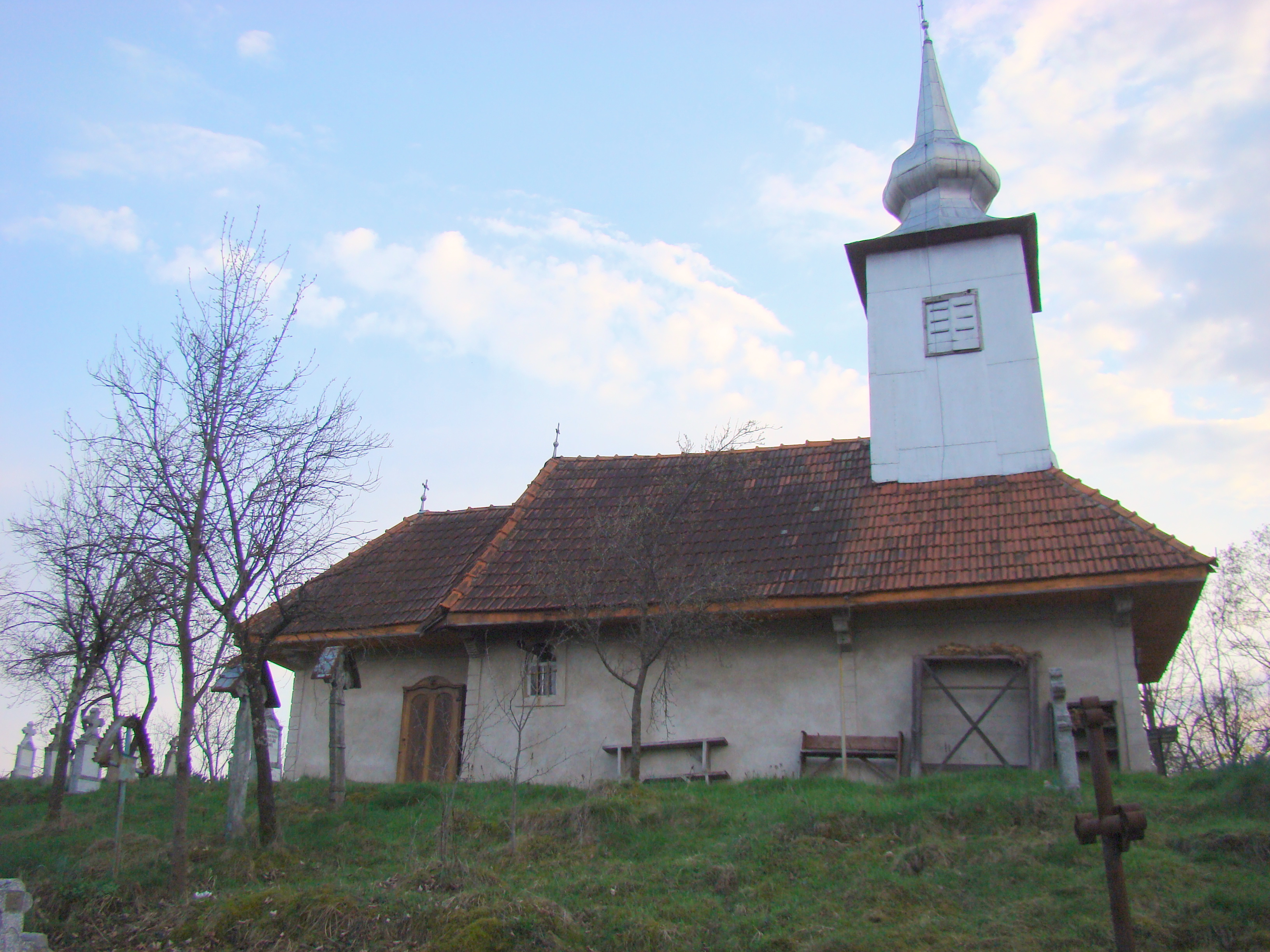
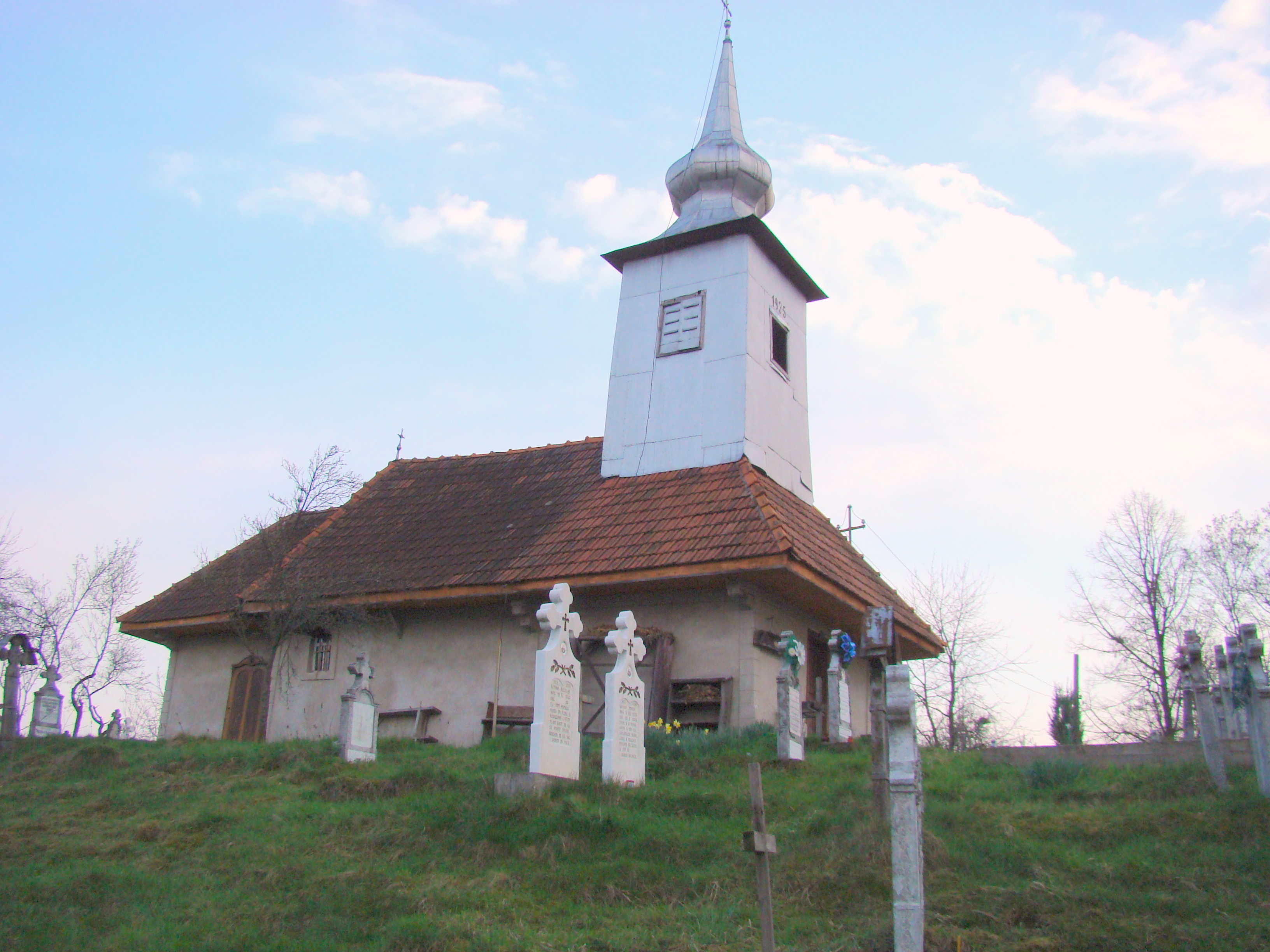
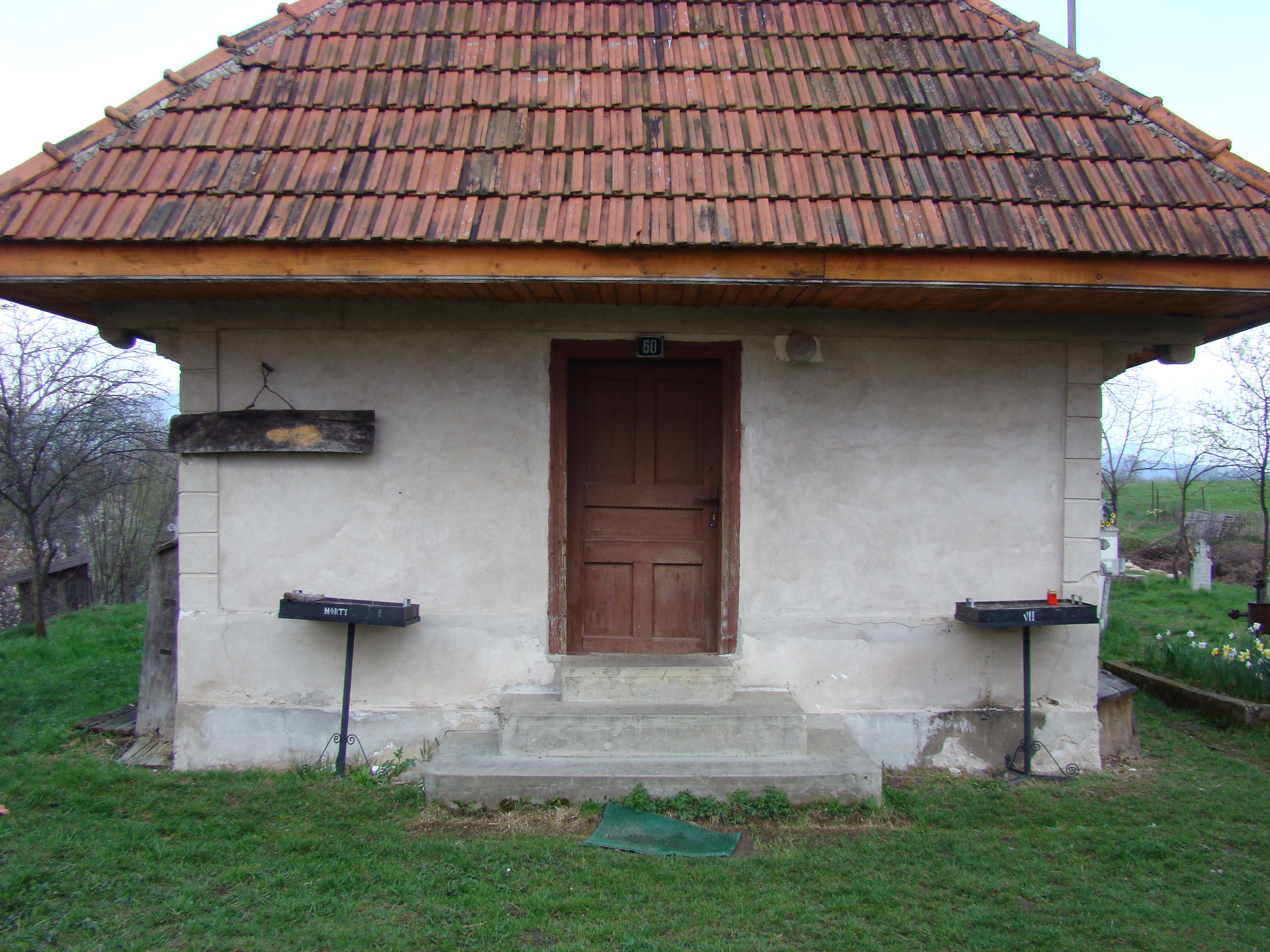
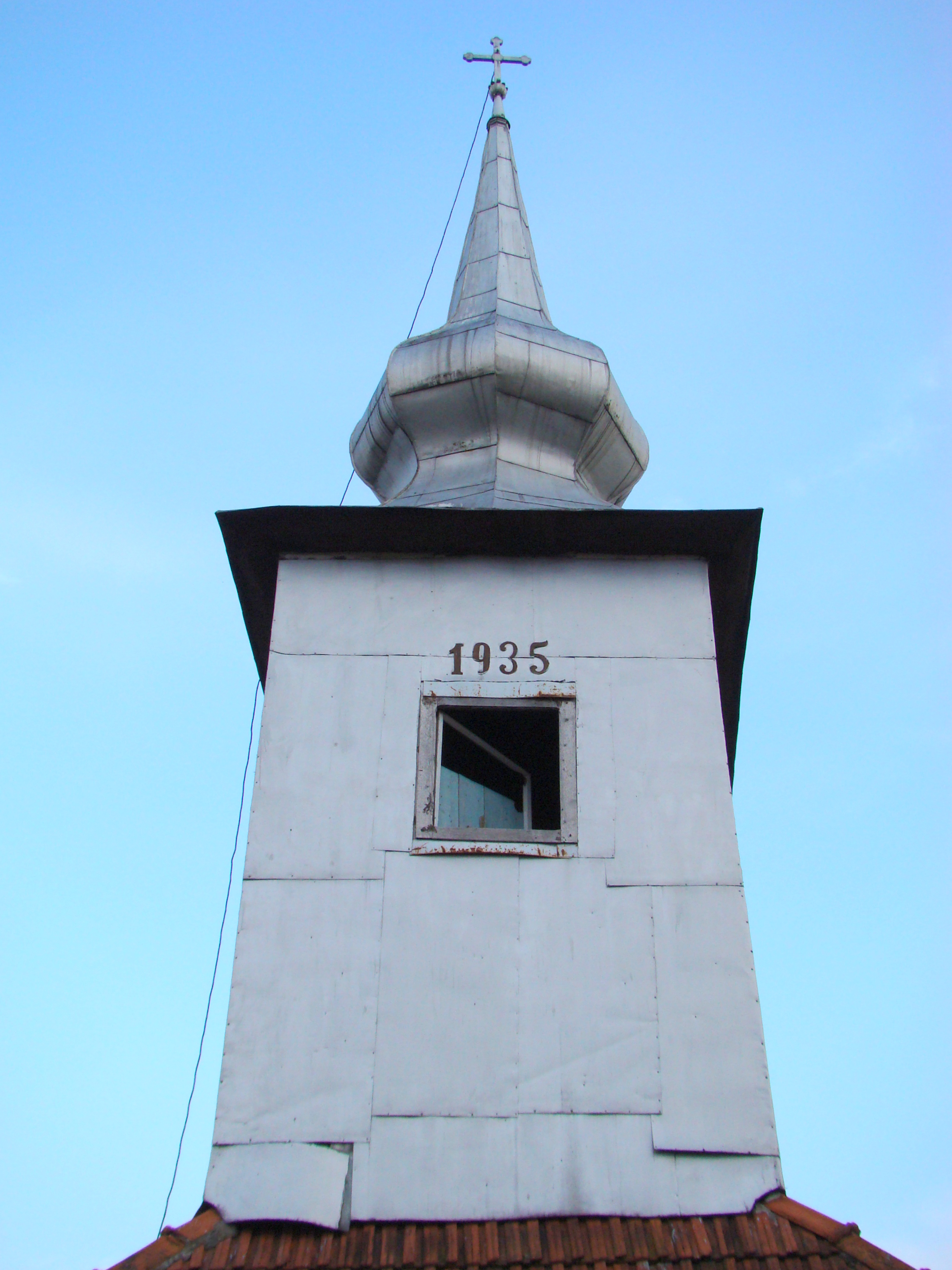

## Imagini din interior

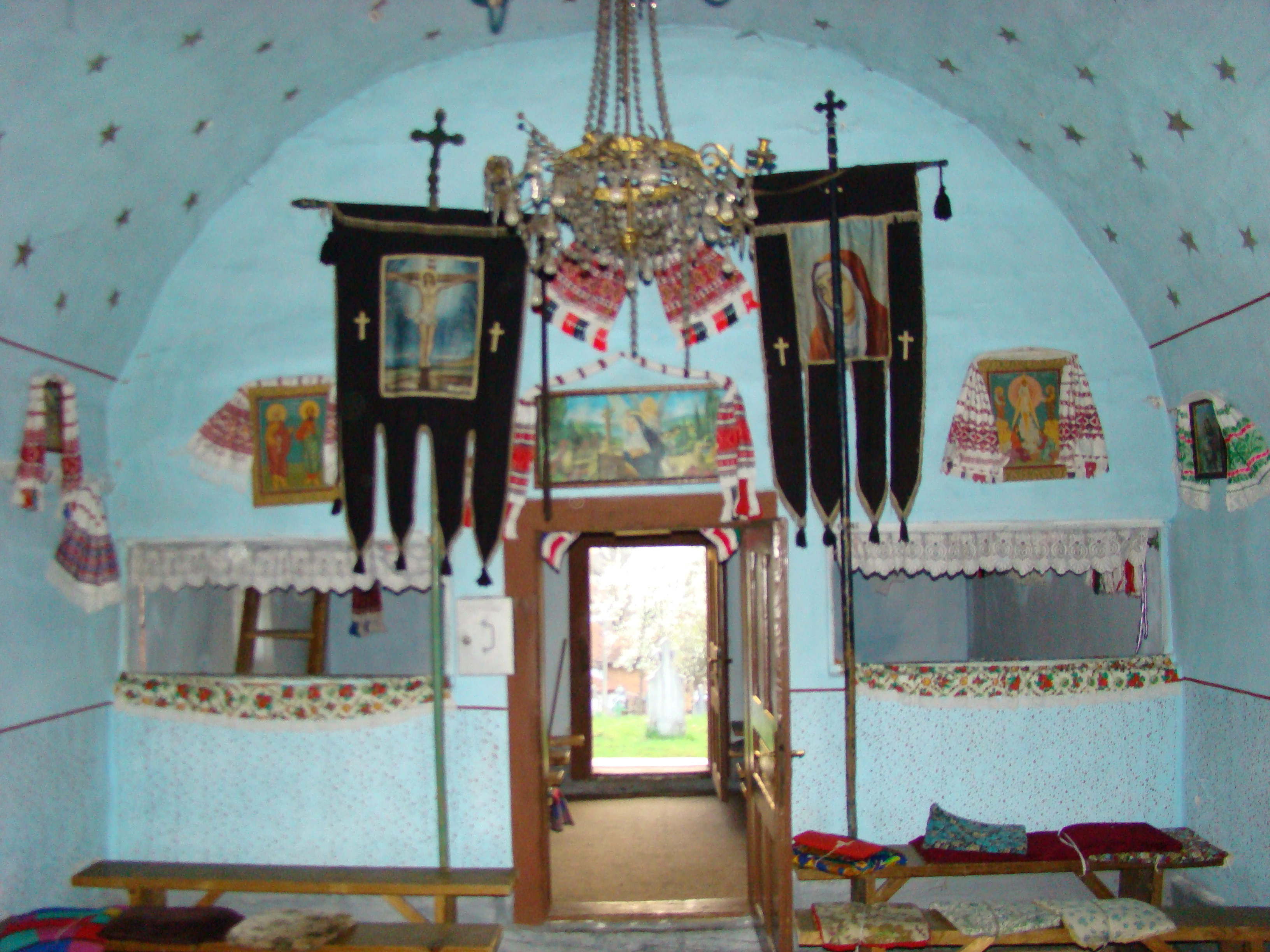
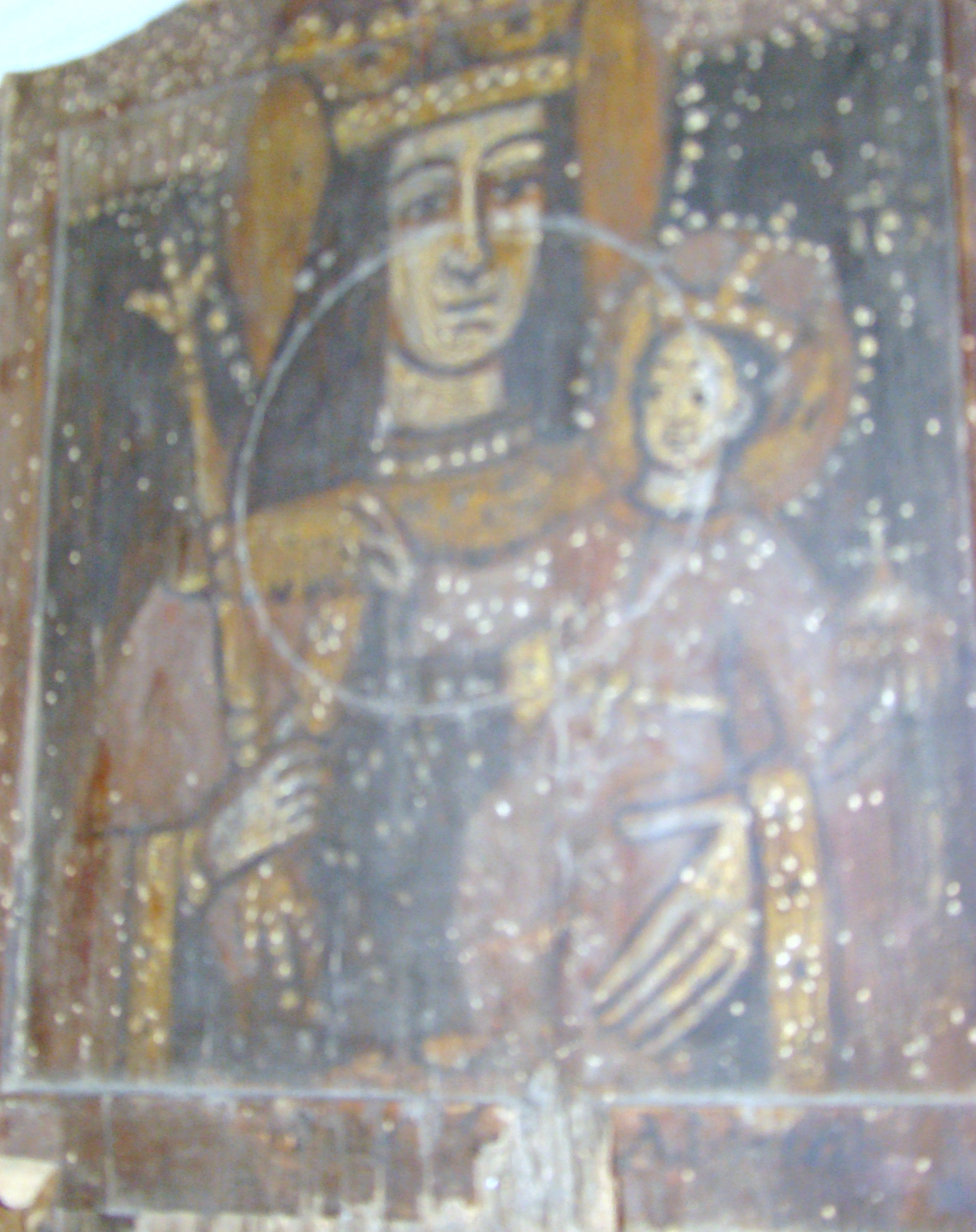
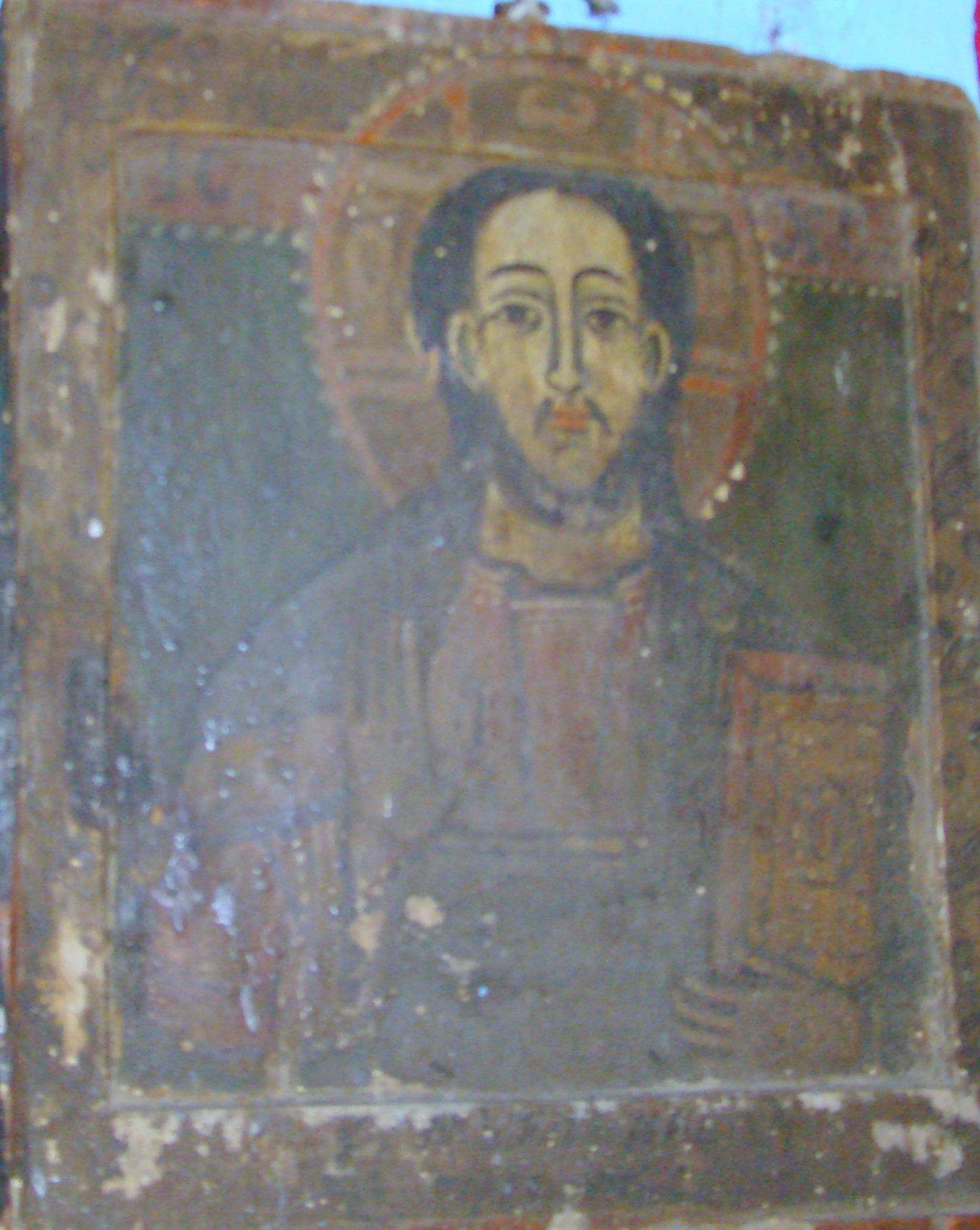
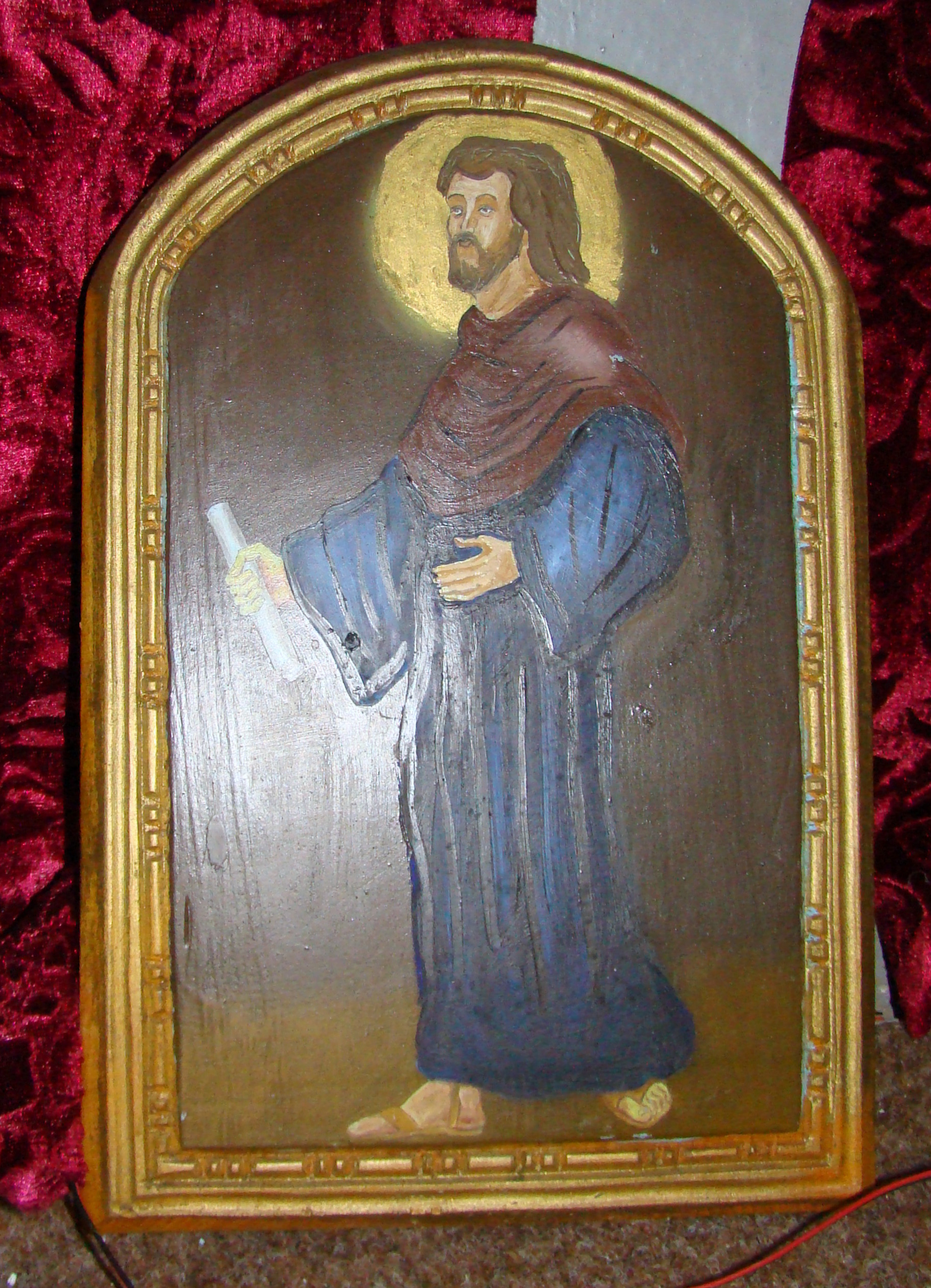
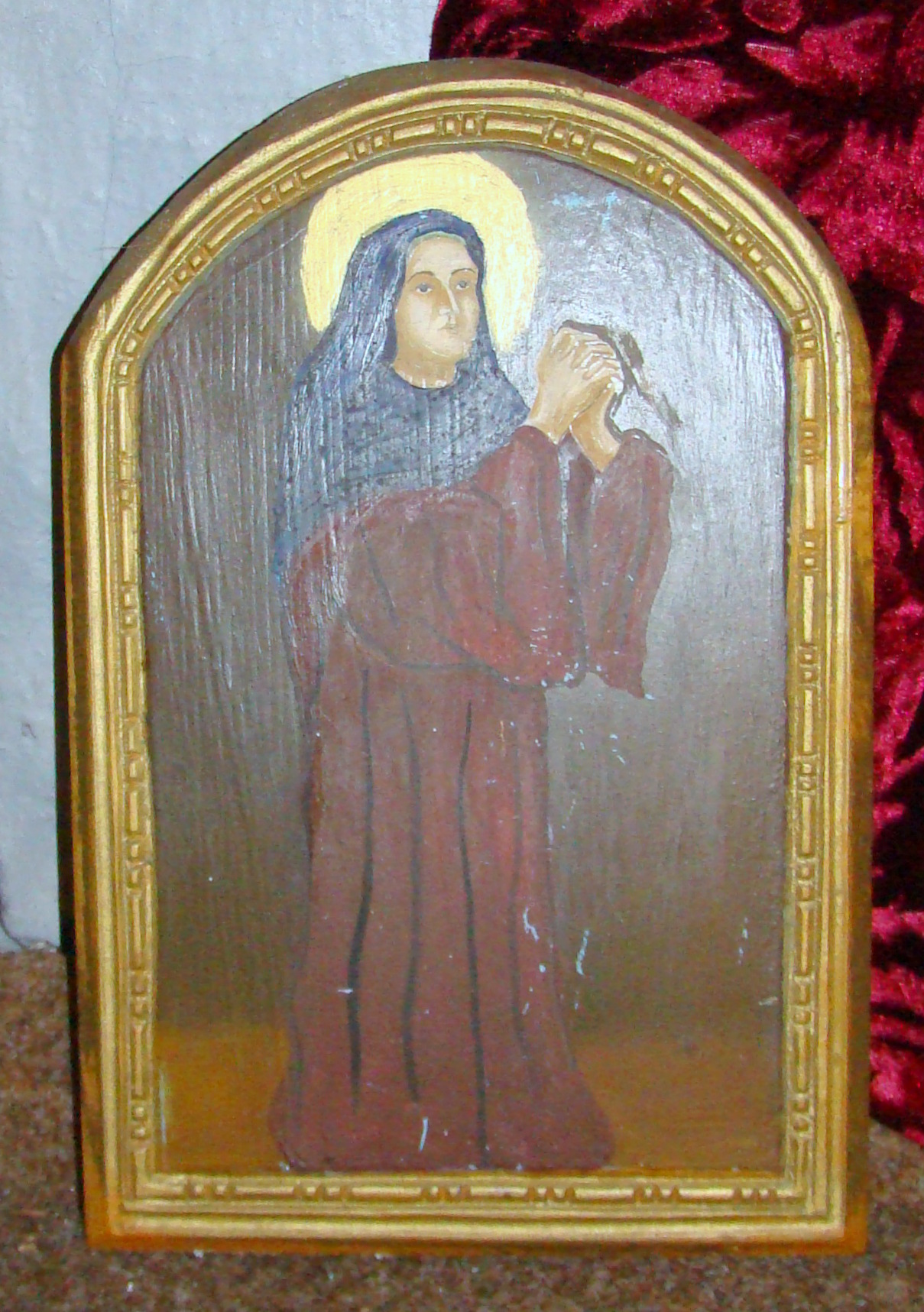
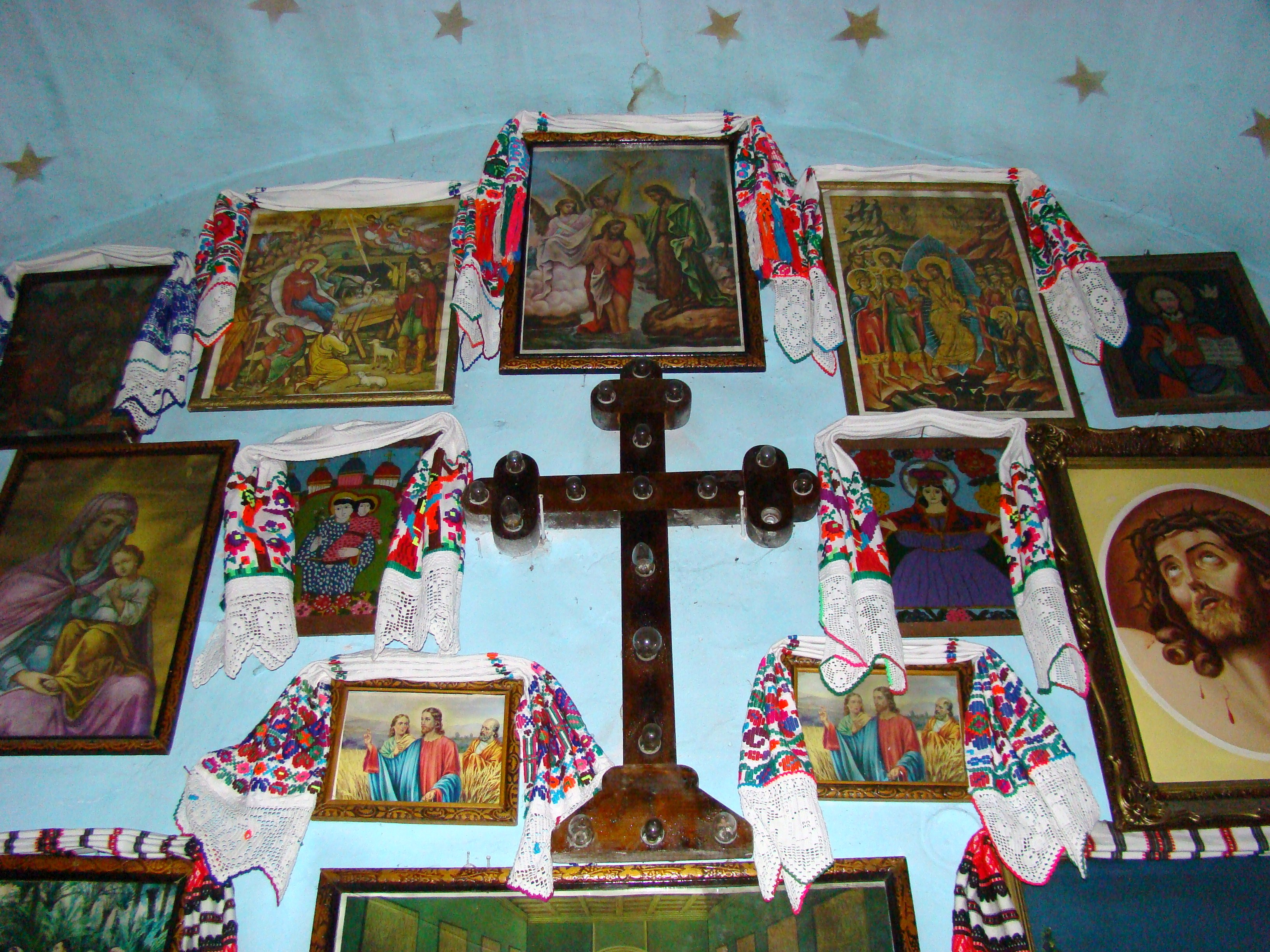
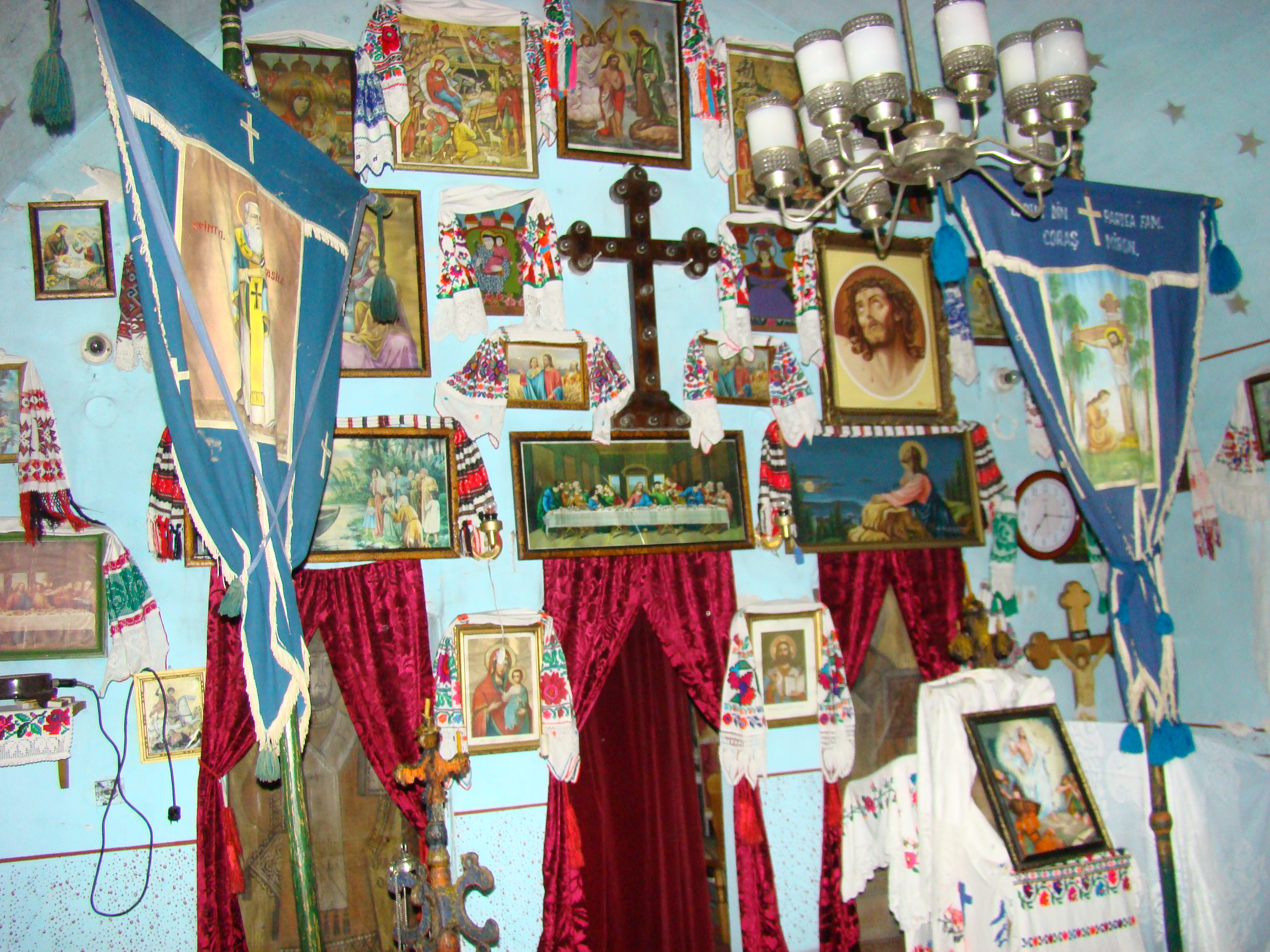
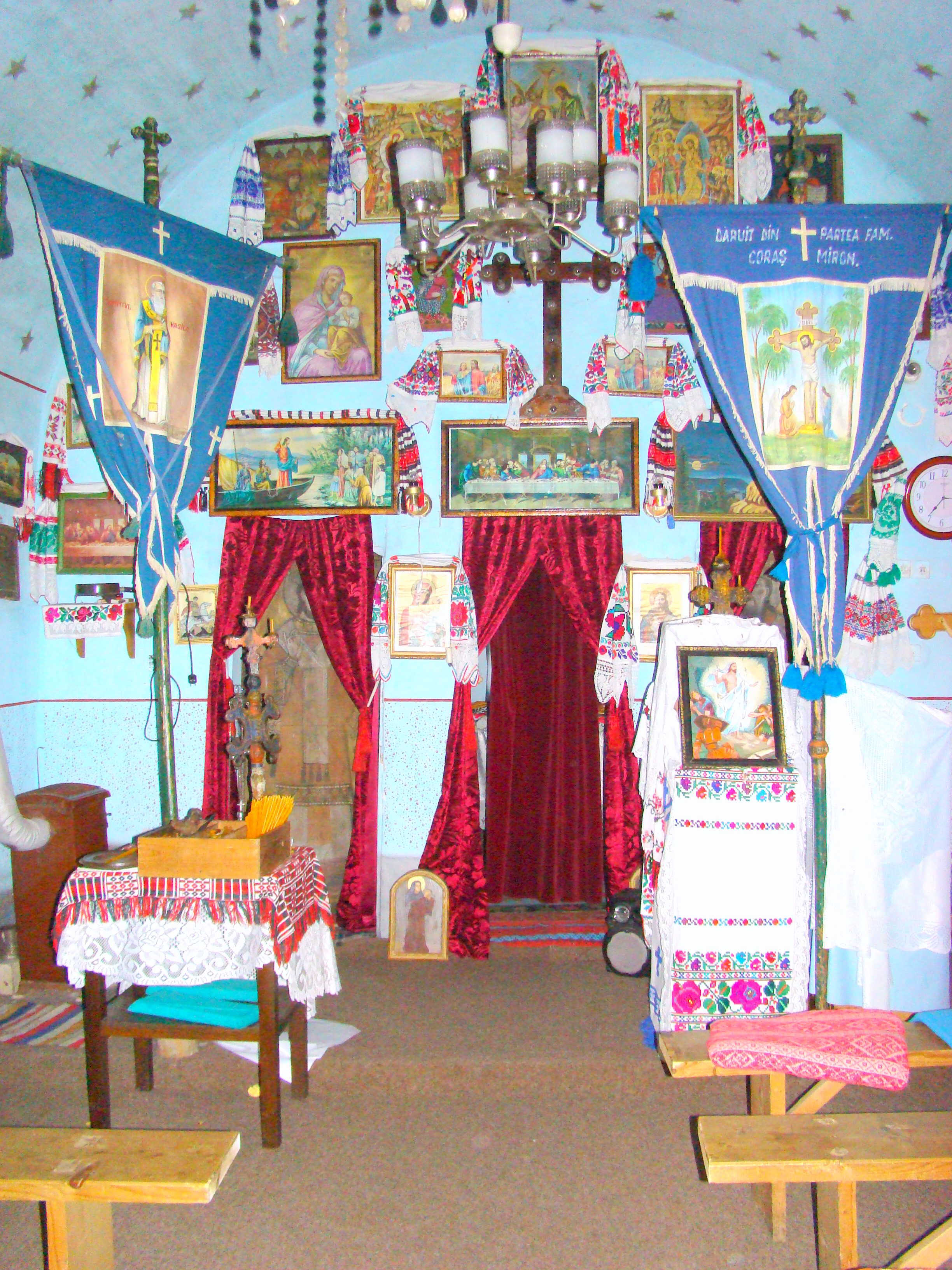
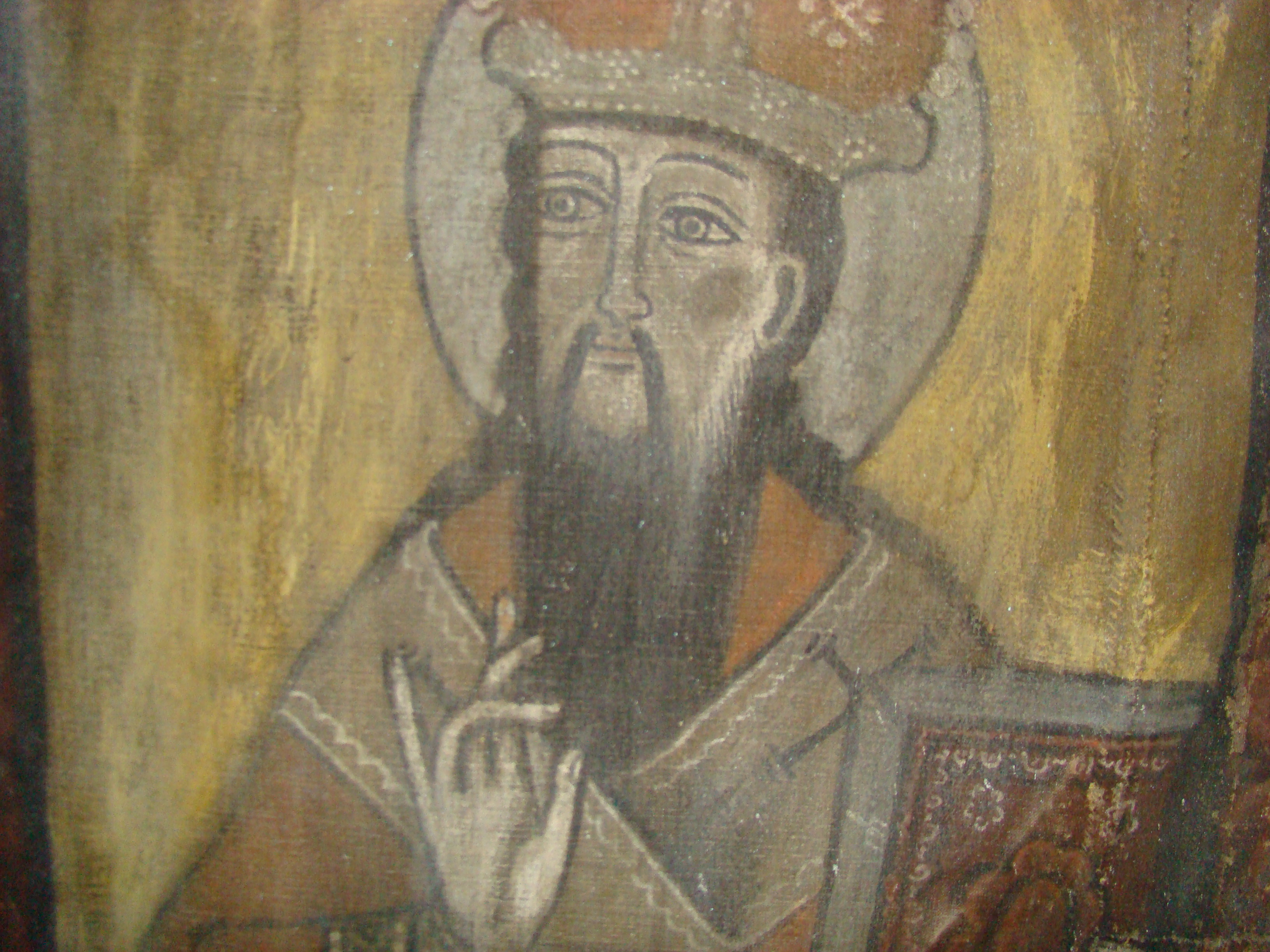
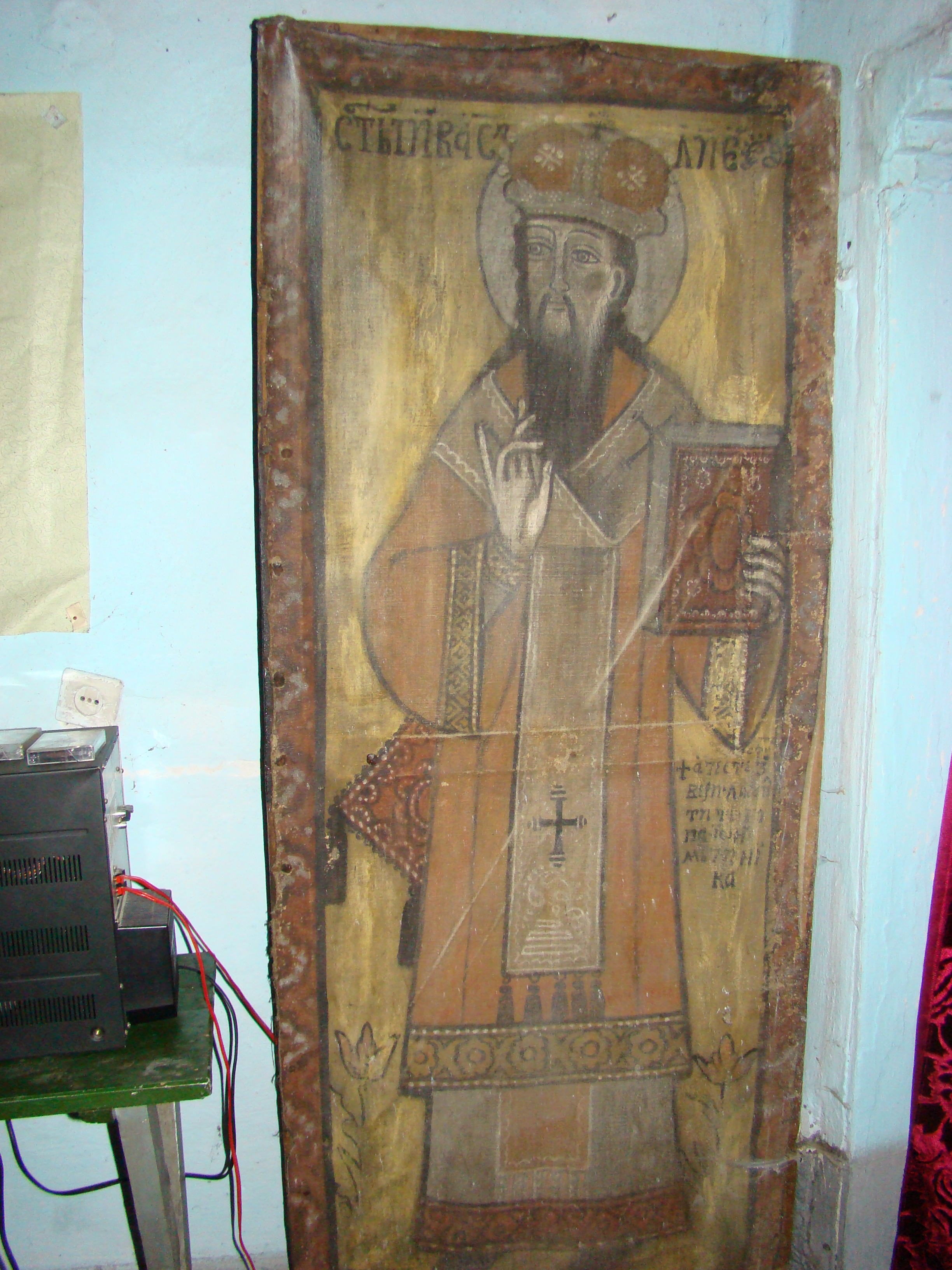
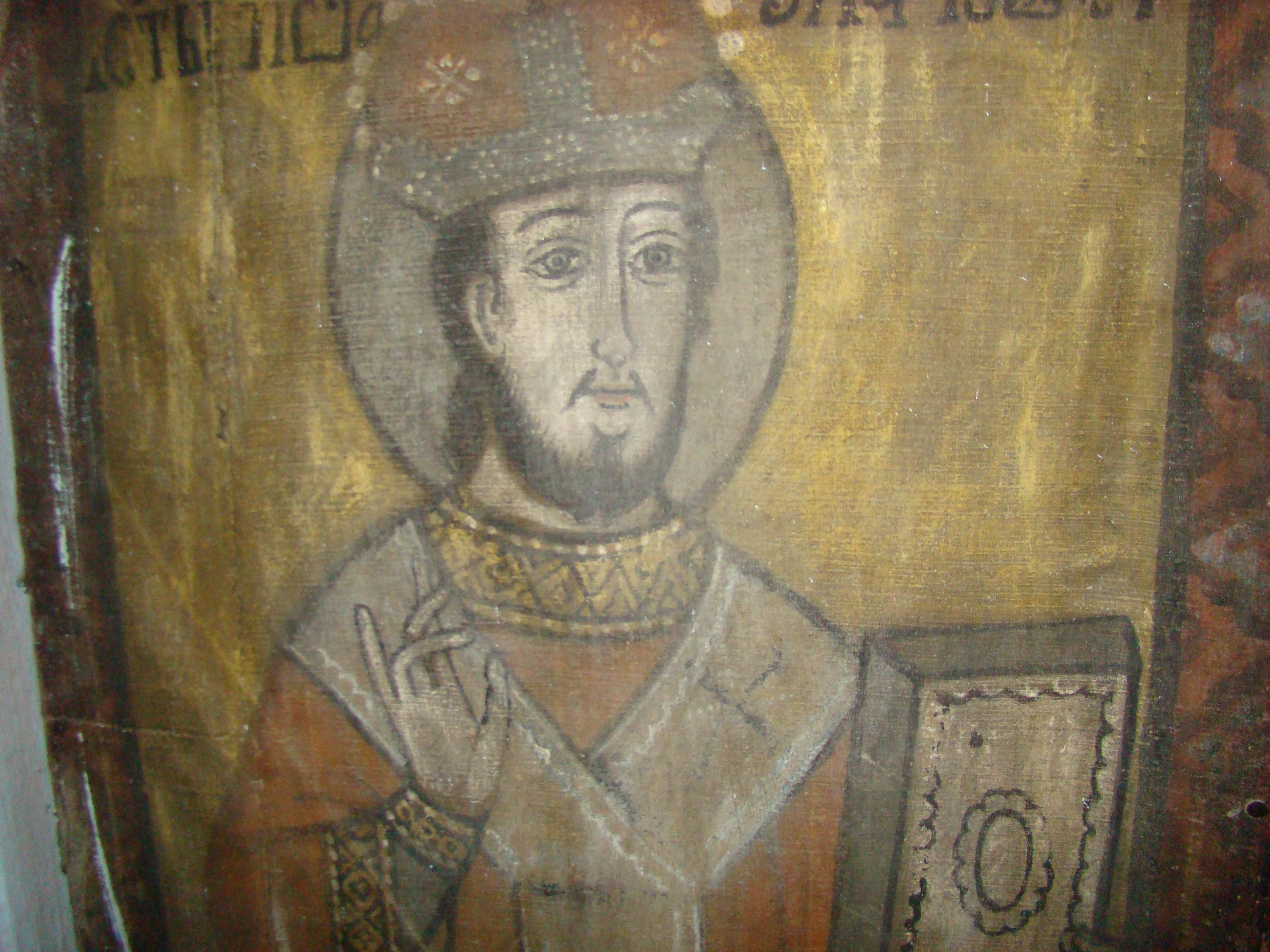
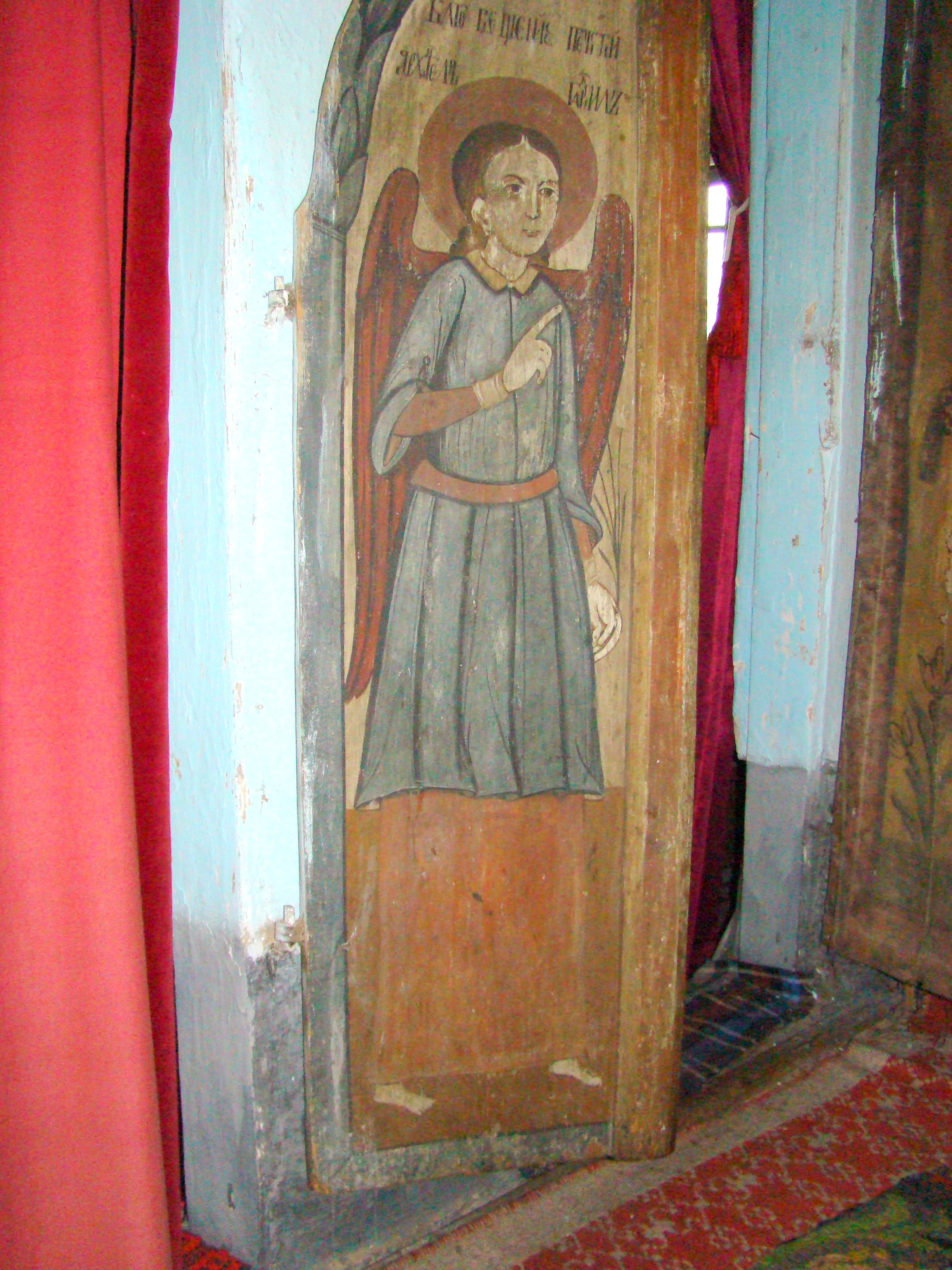
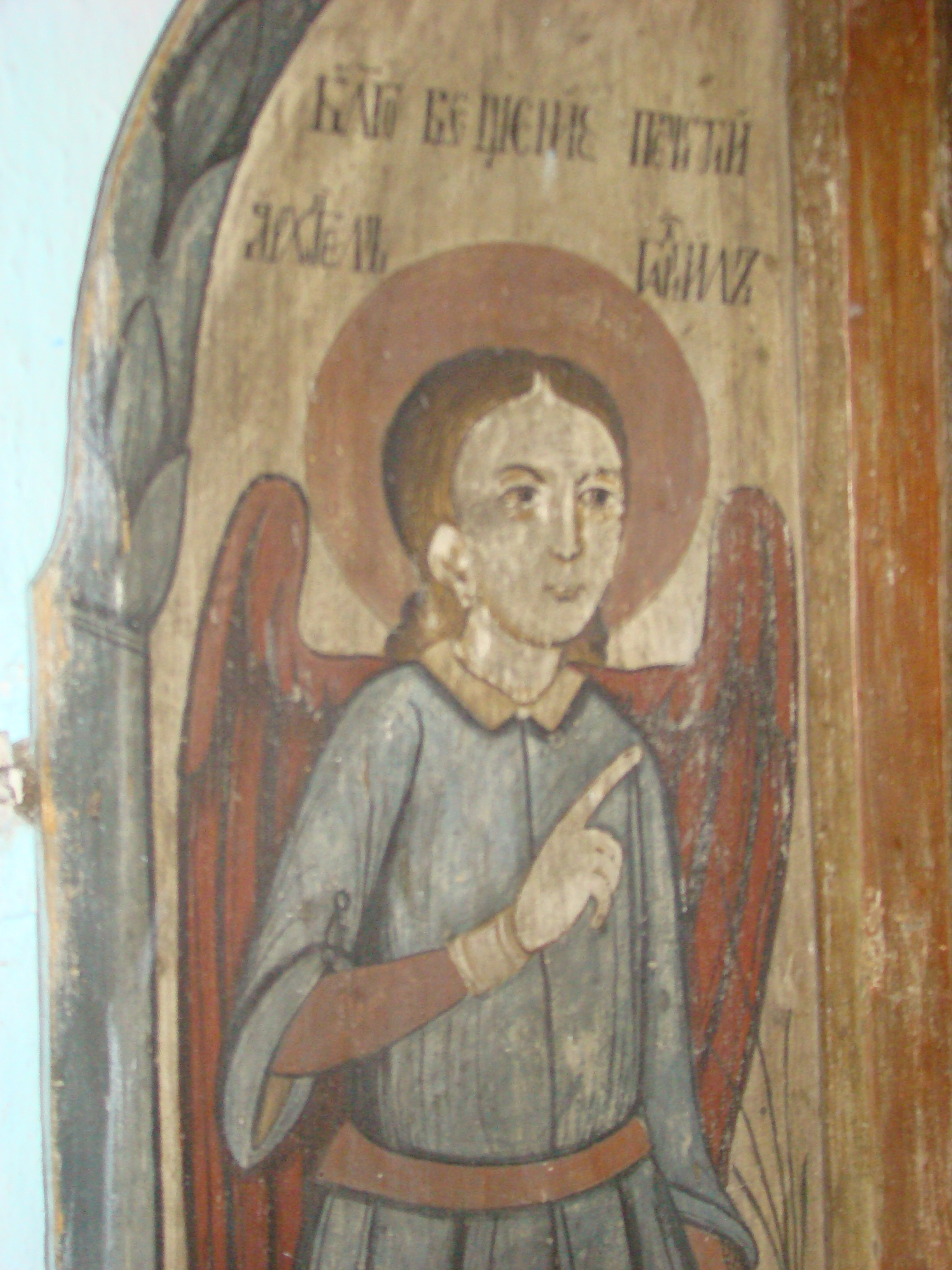
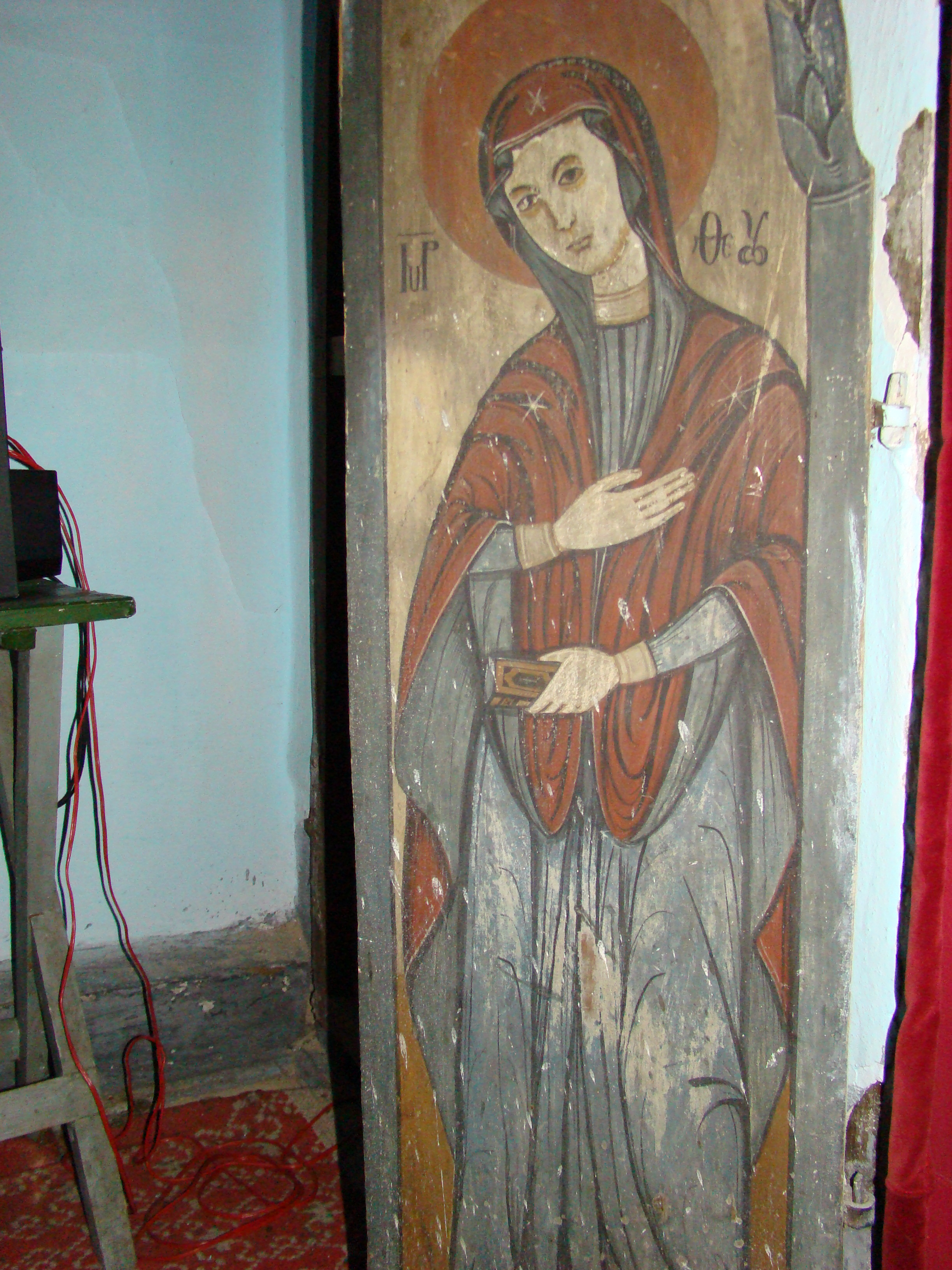
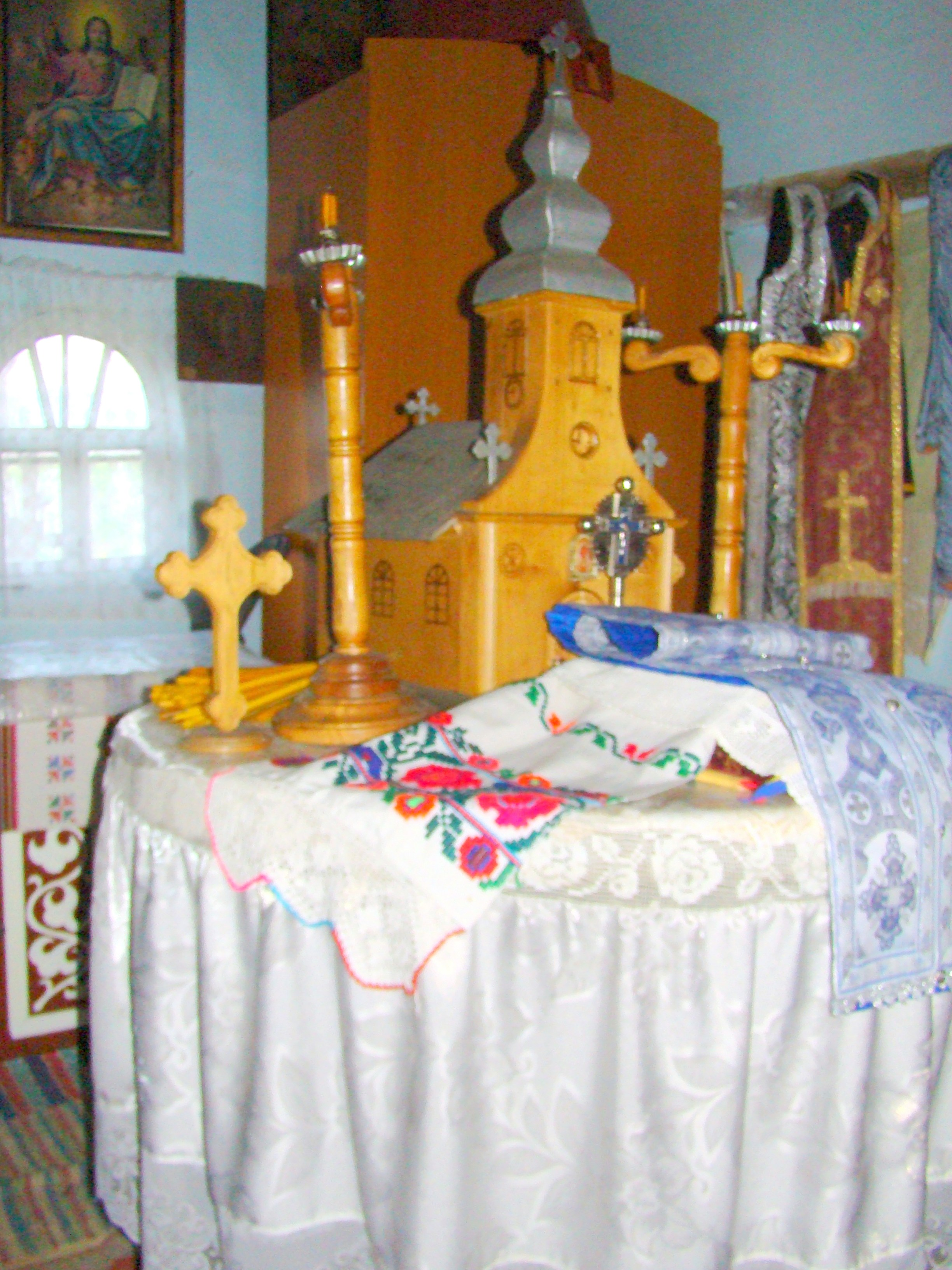